# Гордон, Джон Браун
Джон Браун Го́рдон (англ. John Brown Gordon; 6 февраля 1832 — 9 января 1904) — американский предприниматель, политик и военный, участник Гражданской войны, в ходе которой командовал ротой, полком, бригадой, дивизией и корпусом Северовирджинской армии Конфедеративных Штатов Америки. Он ярко проявил себя в конце войны, во время Оверлендской кампании и особенно в ходе Аппоматтоксской кампании. Он лично командовал пехотой Северовирджинской армии во время её капитуляции при Аппоматтоксе.
После войны Гордон был решительным противником Реконструкции и, предположительно, возглавлял Ку-клукс-клан в Джорджии в 1860-х годах. В 1873 году он был избран в Сенат США, где быстро прославился речами по политическим и экономическим вопросам. После отставки с поста сенатора Гордон был избран 53-м губернатором Джорджии, что стало триумфом консервативных демократов в политике штата. В 1891 году он вернулся в Сенат, хотя на этот раз проявил себя менее ярко. Утратив интерес к политике, Гордон посвятил себя лекциям по истории Гражданской войны, которые по его задумке должны были пробудить в американцах дух национального единения. Впоследствии эти лекции были изданы им в виде книги «Воспоминания о Гражданской войне». В XXI веке наследие Гордона подверглось ревизии.

## Ранние годы
Семья Гордонов имела шотландское происхождение. Первым переехавшим в Америку стал Джон Джордж Гордон, который в 1724 году выехал из шотландского Абердина и прибыл в Чарлстон. Он сразу переселился в Мэриленд, а потом в Спотсильванию-Кортхауз (Вирджиния). В 1730 году во Фредериксберге родился его сын, Чарльз Гордон. У Чарльза был сын Чепмен (1758—1813), который участвовал в Войне за независимость в качестве рядового северокаролинского полка. У Чепмена в 1796 году родился сын Закария Херндон Гордон. Он появился на свет в северокаролинском округе Уилкс, но в начале 1800-х годов переехал в Джорджию. В середине 1820-х он поселился в округе Апсон, где стал проповедником и плантатором. 6 февраля 1832 года от брака Закарии с Малиндой Кокс (1805—1867) родился Джон Браун.
Около 1840 года Закария Гордон переехал с семьёй на северо-запад Джорджии в округ Уокер. Там Джон поначалу посещал школы округа, но вскоре его отец разочаровался в местной системе образования и открыл собственную школу, для которой сам подбирал учителей. Окончив эту школу, Джон поступил в академию Плезант-Грин в Лафейетте (позже известную как Академия Чаттуга). Он окончил её около 1850 года и поступил в Университет Джорджии в городе Атенс. Там он участвовал в конкурсах красноречия и в конце первого семестра был награждён золотой медалью. На следующий год он написал речь в честь сенатора Генри Клея, но её не дали зачитать из-за запрета на речи в честь ныне живущих государственных деятелей. Через несколько дней, 29 июля 1852 года, Генри Клей умер. Гордон вспоминал, что его скорбь была, вероятно, не столь глубока, поскольку это событие всё же позволило ему зачитать его речь.
14 октября 1854 года Гордон по какой-то причине покинул Академию, не окончив образования. Он вернулся на северо-запад штата, а в 1854 году переехал в Атланту, где стал изучать право у адвокатов Оверби и Блэкли. Он получил лицензию и присоединился к фирме Overby & Bleckley, но не смог обзавестись достаточным количеством клиентов. Благодаря работе в фирме Гордон познакомился со свояченицей Бэзила Оверби, Фанни Ребеккой Харалсон (1837—1931), которая была дочерью генерал-майора Хью Харалсона. Уже через месяц она согласилась стать его женой, и они поженились 18 сентября 1854 года в усадьбе Мертл-Хилл около Ла-Грейнджа, в присутствии уже тяжело больного Хью Харалсона. Сам генерал умер через неделю.
Гордоны вернулись в Атланту, но поскольку юридическая практика шла плохо, Джон подрабатывал журналистом в Милледжвилле и в этом качестве присутствовал на сессии Генеральной ассамблеи Джорджии. После прекращения сессии в марте 1856 года он присоединился к угольному бизнесу отца, они вместе основали Castle Rock Coal Company и стали строить шахты на границе штатов. Впоследствии Гордон писал, что его дом был в Алабаме, шахты в Джорджии, а почта в Теннесси. Его дела шли хорошо, и к 1860 году недвижимость Гордона оценивалась в 3500 долларов, а движимое имущество в 14 900 долларов. Кроме того, на него работали несколько слуг и рабов. В те же годы родились два его сына: Хью Харалсон Гордон (1855—1937) и Фрэнк Гордон (1858—1907).
Отец Гордона долгое время поддерживал партию вигов, и сам Гордон считал себя вигом, но партия самораспустилась в середине 1850-х, поэтому он стал демократом. Он стал участвовать в политических кампаниях в регионе и быстро прославился как хороший оратор. Немногие из его речей сохранились, но из них видно, что во время кризиса конца 1850-х он склонялся к сецессионизму. В речи 18 июля 1860 года в Оглторпском университете Гордон заявил, что правительство, неспособное защищать интересы своих граждан, недостойно существовать. Он надеялся на мирное разрешение кризиса, но только при условии сохранения рабства, которое он считал гарантом гражданских свобод. По мнению Гордона, рабство было правильным с моральной, социальной и политической точек зрения. Летом и осенью 1860 года он выступал в поддержку кандидата Джона Брекинриджа на президентских выборах. После поражения Брекинриджа и победы Линкольна Гордон отправился в Монтгомери, где принял участие в собрании по вопросу сецессии Алабамы. После принятия решения о сецессии он выступил с небольшой речью, потом переехал в Милледжвилл, где 19 января 1861 года, в день сецессии Джорджии, тоже выступал с речью.
После сецессии и своего родного штата, и штата его фактического проживания Гордон вернулся на северо-восток Алабамы, где стал ждать реакции республиканского правительства США. Ему предлагали стать депутатом Конгресса Конфедерации, но неизвестно, как он отнёсся к этому предложению. После обстрела форта Самтер и прокламации Линкольна о наборе добровольцев Гордон решил вступить в армию Конфедерации, хотя это вынуждало его сделать выбор между долгом перед семьёй и долгом перед страной. Его жена предложила оставить детей у своей матери и отправиться с мужем на войну.

## Гражданская война
Гордона хорошо знали в горном регионе севера Алабамы, поэтому, когда он помог набрать там роту, его выбрали её капитаном. Эта рота набиралась как кавалерийская, но квоты на кавалерию скоро кончились, и солдаты с неохотой согласились стать пехотинцами. Рота направилась в Милледжвилл, но уже в Алабаме пришла телеграмма от губернатора Джорджии Джозефа Брауна, который сообщал, что и квоты на пехотные роты тоже закончились. Солдаты решили не возвращаться домой, а встать лагерем за городом и найти губернатора, который примет роту на службу. Рядовые этой части носили меховые шапки с енотовыми хвостами. Когда она шла через Алабаму, кто-то спросил, как называется рота; Гордон ответил, что это «Горные стрелки» (Mountain rifles), но кто-то из солдат выкрикнул: «К чёрту горных, мы не горные стрелки, мы Енотовые головорезы (Racoon Roughs)».
Вскоре пришло известие, что губернатор Алабамы, Эндрю Мур, готов принять роту на службу. Она отправилась в Монтгомери, где была введена в состав 6-го Алабамского пехотного полка в качестве роты «I». Предполагалось, что полк будет состоять из десяти рот, но по распоряжению губернатора были добавлены ещё две, и в итоге полк насчитывал 12 рот и 1400 человек. В начале мая прошли выборы офицеров, и Гордон был избран майором полка. Его назначение было официально утверждено 14 мая 1861 года, а ещё через три дня он официально записался в армию Конфедерации сроком на 12 месяцев службы. В конце мая полк прибыл в миссисипский Коринт для тренировок, но уже 4 июня ему было приказано проследовать в Ричмонд. Около 10 июня 6-й Алабамский полк прибыл в Ричмонд, откуда был сразу же направлен к Манассасу, где концентрировалась армия. Там его включили в состав бригады Ричарда Юэлла, которая занимала передовые позиции у Фэрфакс-Стейшен.
17 июля федеральная армия стала приближаться к Манассасу и заставила бригаду Юэлла отойти от Фэрфакса. 21 июля произошло первое сражение при Булл-Ран. Утром в этот день Юэлл поручил Гордону провести разведку за рекой Булл-Ран, но как только тот развернул свой отряд, ему приказали отойти назад за реку. Боевые действия шли на левом фланге армии, и бригада Юэлла не успела принять в них участия. Полк Гордона остался на рубеже Булл-Рана на всё лето и осень, проводя время в тренировках, пикетной службе и подготовке в зиме. С наступлением зимы полк отвели в лагерь на реке Ококун. Гордон просил военный департамент отпустить его в Джорджию для набора нового полка, но 26 декабря 1861 года ему присвоили звание подполковника, и это лишило его возможности покинуть полк. Зимовка была тяжёлой, многие в 6-м Алабамском страдали от холода и заболеваний. У самого Гордона началась диарея, и он шесть недель провёл на частной квартире, вернувшись в строй только 28 марта 1862 года.

### Кампания на полуострове
Весной 1862 года федеральный главнокомандующий Джордж Макклеллан начал новое наступление на Ричмонд и для этого перебросил армию по морю из Северной Вирджинии на Вирджинский полуостров — началась Кампания на полуострове. 6 апреля 6-й Алабамский полк вместе со всей бригадой (которой с ноября командовал Роберт Роудс) был отправлен в Йорктаун. В пути Гордон и его жена едва не погибли при столкновении поездов. В Йорктауне полк сразу приступил к строительству укреплений. 28 апреля прошла реорганизация армии: Гордон стал полковником, а его брат Огастес был избран майором.
3 мая южане оставили Йорктаун и стали отступать к Ричмонду. В сражении при Уильямсберге 5 мая полк Гордона задействован не был. Во время отступления полк изредка использовался как арьергард армии, но не вступал в соприкосновение с противником. Армия отступила на линию укреплений под Ричмондом, а 31 мая началось сражение при Севен-Пайнс. Дивизия Дэниеля Хилла, к которой относилась бригада Роудса, должна была атаковать позиции противника с фронта. Из-за постоянных дождей местность стала такой непроходимой, что только два полка, включая полк Гордона, успели выйти на позицию в указанное время. 6-й Алабамский был развёрнут в стрелковую цепь перед линией бригады и наступал первым, отбросив стрелковую цепь противника. Во время атаки первой федеральной линии полк наступал на правом фланге бригады. Когда первая линия укреплений была взята, началась атака второй линии. К этому моменту в полку были выбиты все офицеры, кроме Гордона. Вскоре полковник потерял коня. 6-й Алабамский наступал на правом, открытом фланге бригады и попал под фланговый огонь. Бригада Габриеля Рейнса отказалась прикрыть фланг, и полк понёс большие потери.
Роудс понял, что не сможет наступать с открытым флангом, и отменил наступление. Из-за ранения он не мог командовать бригадой и передал командование Гордону. Тот доложился Хиллу, отвёл бригаду в тыл и разместил в лагере на ночёвку. В сражениях 1 июня его бригада стояла в резерве. Сражение при Севен-Пайнс стало первым боевым опытом Гордона. Зрелище поля боя произвело на него тяжёлое впечатление, и впоследствии он называл те события самым депрессивным воспоминанием за всё время войны. В первом же своём бою Гордон показал себя хорошим командиром. Один современник писал: «Именно здесь (при Севен-Пайнс) генерал Гордон впервые проявил свои выдающиеся способности: полную непоколебимость, самообладание, неистощимую энергию и быстроту решений, которые впоследствии сделают такой яркой его карьеру». Дуглас Фриман включил Гордона в число семи офицеров, наиболее ярко проявивших себя при Севен-Пайнс.
25 июня 1862 года началась Семидневная битва. Бригада Роудса была введена в бой днём 27 июня, в ходе сражения при Гэйнс-Милл. Дивизия Хилла была направлена на крайний левый фланг армии и должна была атаковать всеми своими бригадами. Бригада Роудса стояла в центре дивизии, но ей пришлось наступать через труднопроходимое болото, что сразу расстроило её ряды. 6-й Алабамский успешно перешёл болото, но оторвался от своей бригады и попал под обстрел. Гордон приказал полку залечь и подождать своих, но помощь не пришла, и он отвёл солдат назад. 28 июня противник начал отступать, и дивизия начала преследование. В конце того дня Роудс снова сдал командование бригадой Гордону.
Федеральная армия отступила на высоты у Малверн-Хилл. Было решено атаковать её на этих позициях, и ближе к вечеру 1 июля дивизия Хилла пошла в атаку. Гордон всё ещё командовал бригадой Роудса, он смог прорваться на 200 метров к позициям противника, но дальше продвинуться не удалось, и он приказал полку залечь и начать перестрелку. В этом бою пулей была разбита рукоятка пистолета полковника, пробита фляга и оторвана часть его мундира, но сам он остался цел. Когда стемнело, он отвёл полк с позиции. В сражении при Малверн-Хилл 6-й Алабамский понёс тяжёлые потери, почти половина его состава выбыла убитыми и ранеными. После сражения федеральная армия отступила. Генерал Ли оставил дивизию Хилла под Ричмондом для наблюдения за противником, а остальную армию перевёл в Северную Вирджинию. Из-за этого Гордон пропустил второе сражение при Булл-Ран и смог присоединиться к армии только 30 августа у Шантильи.

### Мэрилендская кампания
В первых числах сентября генерал Ли начал вторжение в Мэриленд. Первой дивизией, перешедшей Потомак, была дивизия Хилла, который отправил бригаду Гордона в авангарде. Армия вошла во Фредерик, откуда повернула на запад и перешла Южные горы. Несколько дивизий под командованием Томаса Джексона были отправлены к Харперс-Ферри, а дивизии Хилла было поручено следить за направлением на Харперс-Ферри и за перевалами Южных гор. 13 сентября, узнав о приближении федеральной армии, Хилл отправил в ущелье Тёрнера бригаду Колкитта, а 14 сентября на её усиление была послана бригада Роудса. Уже начиналось сражение у Южной Горы, Роудс развернул бригаду на высоте левее позиций Колкитта, но ему пришлось растянуть её в тонкую линию, а его фланги были открыты. В таком положении она попала под атаку дивизий Хэтча и Мида. Полк Гордона стоял на левом фланге бригады и оказался под огнём с фронта и фланга. Южанам приходилось отступать назад и вверх по склону, чтобы избежать флангового обхода. К концу дня 6-й Алабамский остался единственным полком, сохранившим боеспособность.

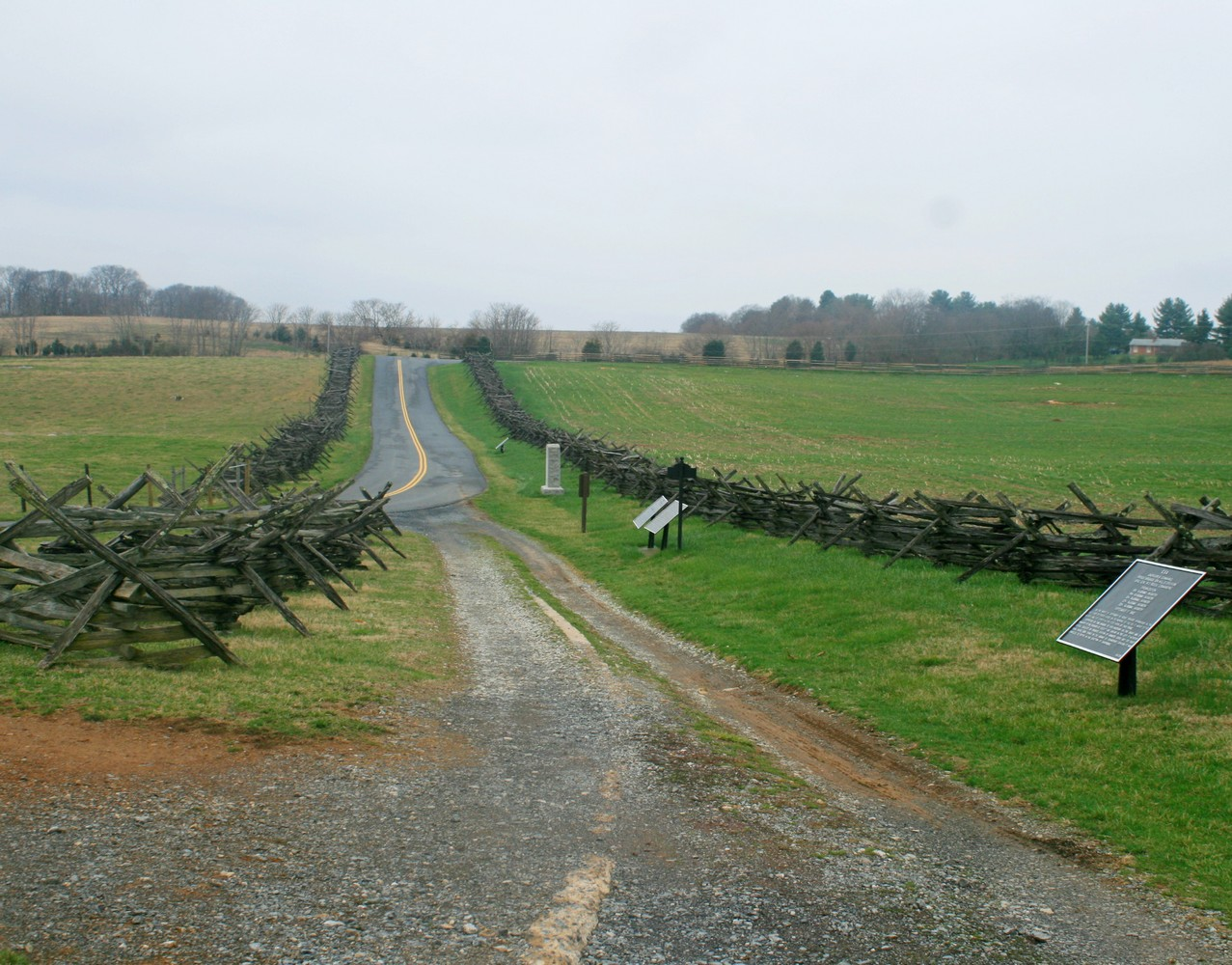
Дорога, вдоль которой стояла бригада Роудса (фронтом вправо)

Бригада простояла на перевале до 23:00, а затем начала отход к Шарпсбергу. Утром 15 сентября армия генерала Ли встала у Шарпсберга, при этом бригада Роудса оказалась в центре позиций армии. Рано утром 17 сентября началось сражение при Энтитеме. Федеральная армия атаковала левый фланг армии Ли, и три бригады из дивизии Хилла были отправлены на усиление фланга. В центре остались только бригады Роудса и Андерсона, которые были построены вдоль дороги, получившей в тот день название «Кровавая тропа». Полотно дороги было углублено в землю, а из её деревянной изгороди алабамцы сложили укрытие. Когда затихли бои на левом фланге, генерал Ли решил, что следующий удар будет нанесён по центру, и сам проехал вдоль всей линии, призывая полки держаться до последнего. Чтобы придать уверенности своим людям, Гордон громко объявил: «Эти люди останутся здесь, генерал, пока не зайдёт солнце или не будет одержана победа!». Почти сразу же после этого началась атака федеральной армии.
Незадолго до полудня позиции бригады Роудса были атакованы федеральной дивизией Френча, которая подошла на расстояние в 50—80 метров и некоторое время вела бой на такой дистанции. В какой-то момент Роудс бросил бригаду в контратаку, но она сорвалась, отчасти потому, что приказ не дошёл до 6-го Алабамского.
При первом федеральном залпе Гордон был впервые за войну ранен: пуля пробила ему голень правой ноги. Вскоре вторая пуля попала в ту же ногу чуть выше первого ранения. Через час третья пуля попала в его левую руку, повредив несколько небольших артерий, что привело к серьёзной потери крови. Четвёртая пуля пробила ему плечо, а затем пятая пуля пробила щёку и повредила челюсть, едва не задев яремную вену. Он упал без сознания, лицом в фуражку, и мог бы захлебнуться в собственной крови, но его спасло пулевое отверстие в фуражке. Придя в сознание, полковник обнаружил, что бригада отошла с позиции, и смог проползти 100 метров до новой позиции, где его забрали санитары и вынесли в тыл на носилках.
Гордона доставили в тыловой госпиталь, где его скоро нашла жена, которая старалась держаться близко от действующей армии. Действия Гордона во время Мэрилендской кампании заслужили высокую оценку командования. Роудс считал, что Гордон заслуживает особого внимания, поскольку ни разу ещё не видел, чтобы кто-либо командовал полком так грамотно, как командир 6-го Алабамского в сражении при Южной горе, и это в итоге спасло весь левый фланг армии. Дэниель Хилл назвал его «Шевалье Баярдом» Северовирджинской армии. Такие заслуги требовали повышения, поэтому 27 октября 1862 года генерал Ли рекомендовал присвоить Гордону звание бригадного генерала и поручить ему бригаду Рейнса. Оказалось, однако, что звание уже присвоено Альфреду Колкитту, который и принял бригаду, а поскольку тяжёлое ранение Гордона делало маловероятным его возвращение в армию, то Военный департамент решил пока не утверждать повышение.
Период реабилитации Гордон провёл в Стонтоне и Винчестере и ненадолго съездил в Алабаму в начале 1863 года. Генерал Уэйд Хэмптон прислал Гордону в помощь одного из своих рабов, Бадди Хэмптона, который оставался при Гордоне до выздоровления. В знак своей благодарности Гордоны после войны пригласили Бадди в Атланту и помогли ему получить образование.

### Чанселорсвиллская кампания
Ранения, полученные при Энтитеме, были весьма серьёзны, но Гордон выздоравливал быстро и уже через семь месяцев, 30 марта 1863 года, вернулся в строй. Ему должны были снова поручить бригаду, но поскольку в его дивизии не было свободных мест, то 11 апреля его сделали командиром джорджианской бригады в дивизии Джубала Эрли. Этой бригадой раньше командовал Александр Лоутон, а после его ранения временным командиром был полковник Клемент Эванс. Это была одна из самых крупных бригад армии — в ней числилось шесть полков:
- 13-й Джорджианский пехотный полк, полк. Джеймс Смит[англ.]
- 26-й Джорджианский пехотный полк, полк. Эдмунд Аткинсон
- 31-й Джорджианский пехотный полк, полк. Клемент Эванс[англ.]
- 38-й Джорджианский пехотный полк, полк. Джеймс Мэтьюз
- 60-й Джорджианский пехотный полк, полк. Уильям Стайлс
- 61-й Джорджианский пехотный полк, полк. Джон Ламар

В конце апреля федеральный главнокомандующий Джозеф Хукер начал наступление, которое привело к сражению при Чанселорсвилле. Основные боевые действия шли западнее Фредериксберга, но дивизия Эрли была оставлена на высотах Мари под Фредериксбергом. 3 мая VI федеральный корпус генерала Седжвика атаковал высоты Мари и в ходе второго сражения при Фредериксберге захватил их. Эрли отвёл дивизию на юг, но Седжвик продолжил наступление на запад, нацеливаясь на тылы армии генерала Ли.

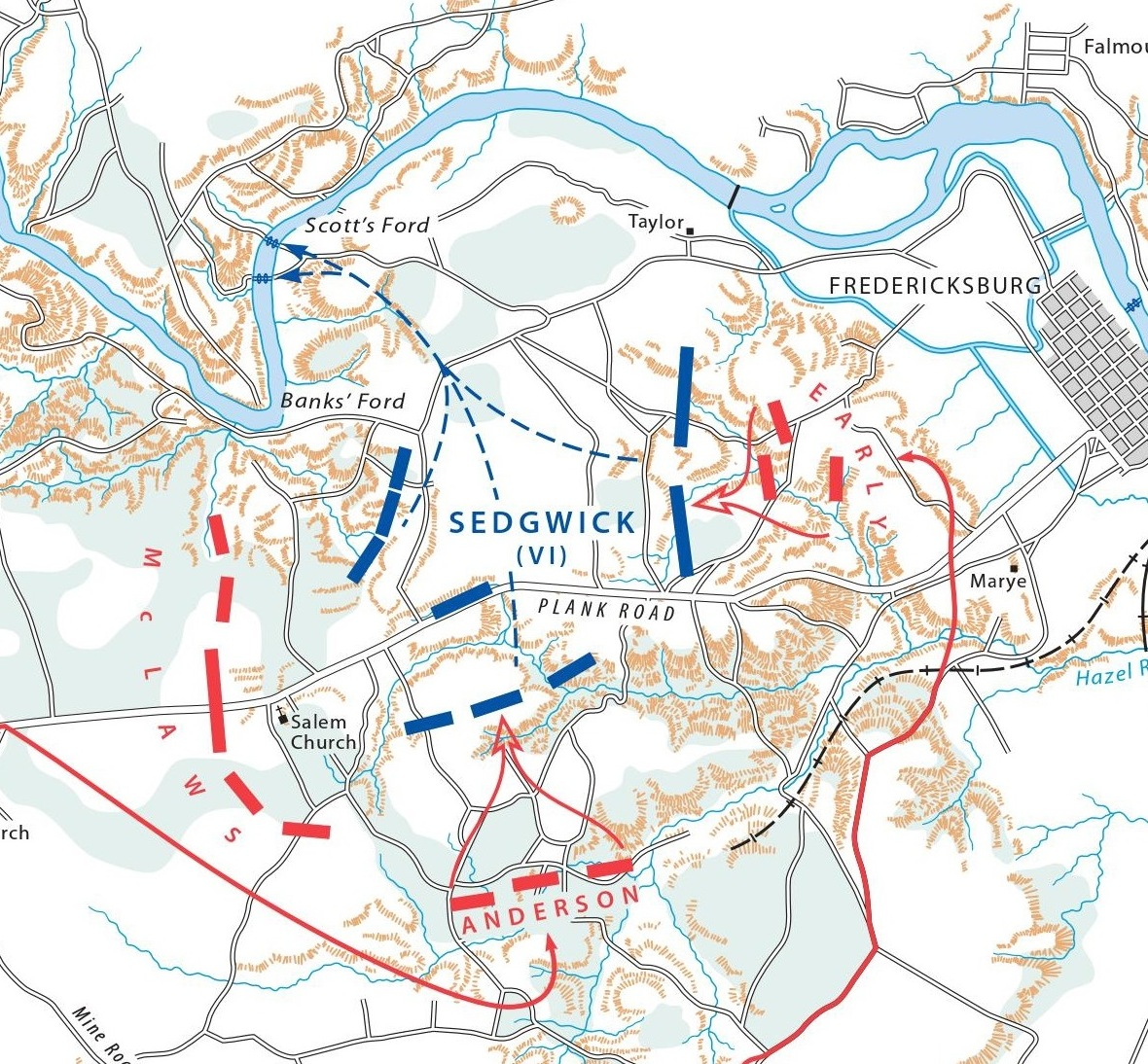
Сражение при Бэнкс-Форд: дивизия Эрли атакует позиции корпуса Седжвика

Утром 4 мая Джубал Эрли отправил свою дивизию в наступление на тылы корпуса Седжвика (начав тем самым Сражение при Бэнкс-Форд), поставив в авангарде бригаду Гордона. Эрли хотел атаковать силами всей дивизии, но Гордон неверно понял приказ и решил, что атаковать должна только его бригада. Объяснив своим людям боевую задачу, он повёл бригаду по Телеграфной дороге к Фредериксбергу и вышел к Холму Ли, на котором не обнаружил никаких частей противника. Бригада вышла на высоты Мари, но северян не обнаружила и там. Эрли находился на другом участке дивизии и ничего не знал о наступлении Гордона. Обнаружив отсутствие его бригады, он был вынужден направить следом и остальные свои бригады.
В мемуарах Гордон описывает свою атаку иначе. Он пишет, что его полки попали под огонь противника, и в этот момент пришёл приказ Эрли остановить атаку. Было уже поздно что-либо менять, и он приказал продолжать. Его люди бросились вперёд и взяли «форт», а генерал Эрли потом заметил, что если бы атака закончилась неудачей, Гордона пришлось бы отдать под трибунал за неповиновение приказу.
Продолжая наступление, Гордон повёл бригаду на запад, и его люди заметили артиллерийский обоз, пересекающий высоты Мари по дороге Пленк-Роуд. 31-й Джорджианский полк Клемента Эванса бросился к этой дороге, охранение обоза сделало несколько выстрелов и разбежалось. Джорджианцы захватили около 30 пленных, 30 или 40 лошадей и мулов и несколько телег с припасами. Однако при этом полк далеко оторвался от своей бригады и не заметил, как попал под огонь федеральной бригады Томаса Нейла. По приказу Эрли генерал Смит выдвинулся на помощь Гордону и разместил свою бригаду слева от Гордона, а 13-й Вирджинский полк направил на помощь 31-му. При помощи вирджинцев джорджианцы смогли отойти с позиции. В ходе этой утренней атаки бригады Гордона и Смита потеряли 204 человека (из них 200 — пленными), из их 101 человека потерял 58-й Вирджинский полк.
В ходе этого сражения младший брат Гордона, подполковник Огастес Мэнли Гордон, командовал 6-м Алабамским пехотным полком. Ещё до сражения он сказал брату, что знает, что скоро умрёт. 3 мая во время атаки бригады Роудса-О’Нила, он был убит разрывом шрапнели.
По итогам Чанселорсвиллской кампании Гордон получил положительные оценки командования. 11 мая 1863 года генерал Ли официально утвердил его в звании бригадного генерала задним числом от 7 мая. Ли даже думал вернуть Гордону его прежнюю бригаду, но тот так понравился офицерам джорджианской бригады, что они составили петицию с просьбой оставить его в качестве их командира. Гордон не возражал, и его оставили при бригаде.

### Геттисбергская кампания
После Чанселорсвиллского сражения генерал Ли переформировал армию, и бригада Гордона стала 4-й бригадой 1-й дивизии (Дж. Эрли) II корпуса Северовирджинской армии (под командованием Ричарда Юэлла). 4 июня 1863 года началась Геттисбергская кампания: корпус Юэлла покинул окрестности Фредериксберга и отправился в долину Шенандоа. Бригада Гордона 7 июня пришла в Калпепер, потом пересекла Голубой хребет по ущелью Честер-Гэп и 12 июня пришла во Фронт-Рояль. 13 июня бригада форсировала реку Шенандоа и направилась к Винчестеру, который был занят федеральной армией. Юэлл поручил Гордону при поддержке бригады Хайса атаковать противника на подступах к городу; началось второе сражение при Винчестере. Успешно наступая, бригада отбросила противника к высоте Боверс-Хилл, а на следующее утро захватила саму высоту. Затем Эрли поручил бригаде Гордона отвлекать на себя внимание противника, а сам с тремя бригадами обошёл Винчестер с запада и атаковал город с тыла. На следующее утро Гордону было приказано провести полноценную атаку городских укреплений. Он подчинился с неохотой, будучи уверен, что такая атака самоубийственна, но когда его бригада вышла к укреплениям противника, выяснилось, что федеральный гарнизон покинул город.

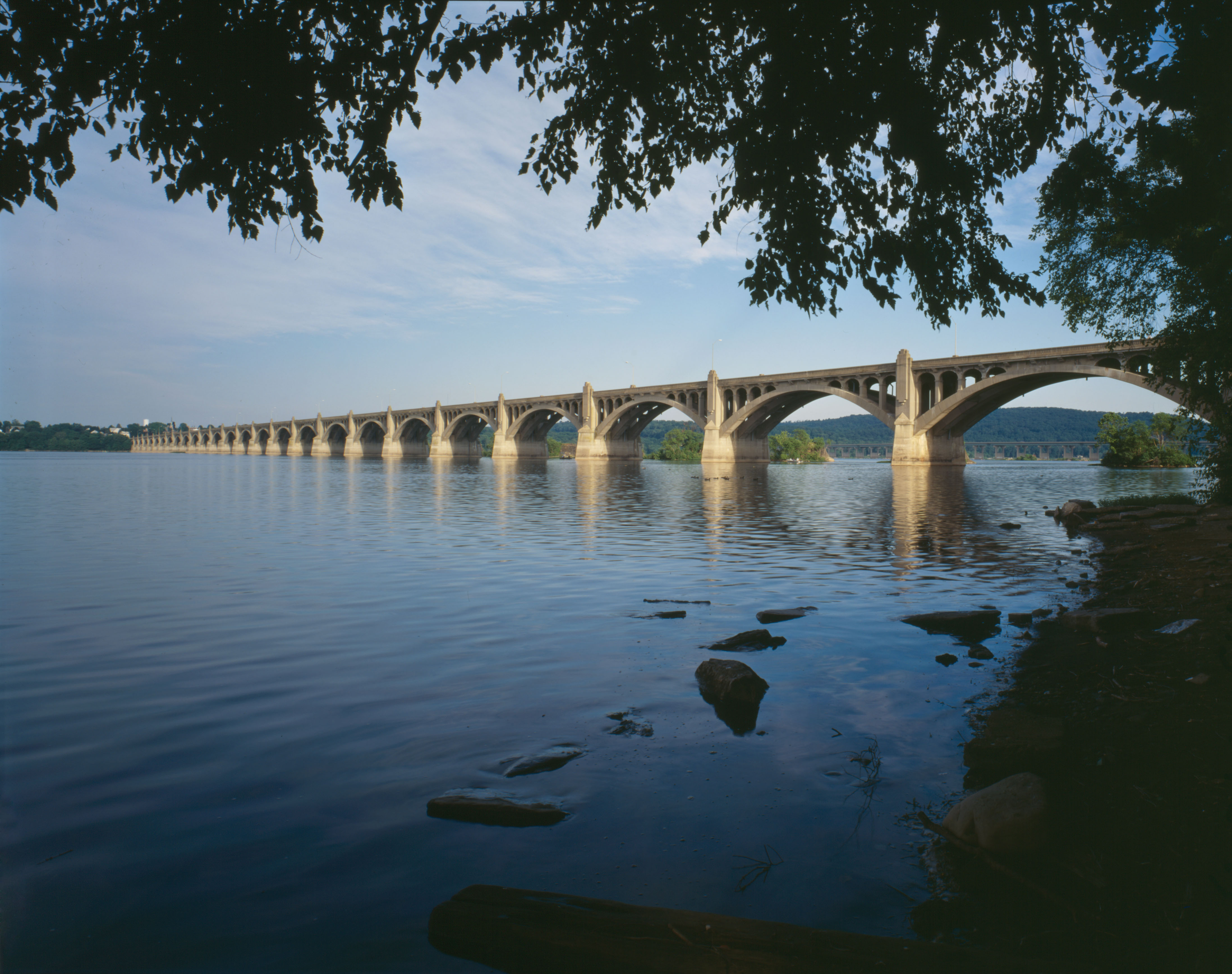
Мост Райтсвилл-Коламбия в наше время

Из Винчестера бригада Гордона пришла в Шефердстаун и простояла там до 22 июня, а её командующий за это время искал жильё для жены, чтобы она смогла находиться недалеко от армии. Затем бригада перешла Потомак, прошла Мэриленд и вступила в Пенсильванию. 27 июня бригада Гордона подошла к Йорку. Ночью город капитулировал, а утром бригада вступила в Йорк. В тот день Гордона удивило, насколько жители города напуганы присутствием южан. Его бригада подошла к Райтсвиллу на правом берегу реки Саскуэханна, оттеснила федеральный отряд, прикрывающий мост через реку, но отступающие северяне подожгли мост, и пожар стал угрожать самому Райтсвиллу. Город удалось спасти, но мост был потерян. Армия потеряла шанс перенести боевые действия за Саскуэханну, поэтому вечером 29 июня бригада Гордона вернулась в Йорк на соединение с остальной дивизией.
В тот день генерал Ли уже узнал, что Потомакская армия движется на север, и приказал корпусам своей армии концентрироваться у Кэштауна. 30 июня Гордон вышел из Йорка к Гейдлерсбергу, где получил приказ идти в Кэштаун 1 июля. Утром он начал марш, но вскоре пришёл приказ вместо Кэштауна идти в Геттисберг. Приблизившись к Геттисбергу, генерал Эрли заметил, что вышел прямо на правый фланг федеральной армии. Он решил немедленно атаковать. Полки бригады Гордона (1200 человек) развернулись в линию справа от дороги, а остальные бригады встали позади и левее.

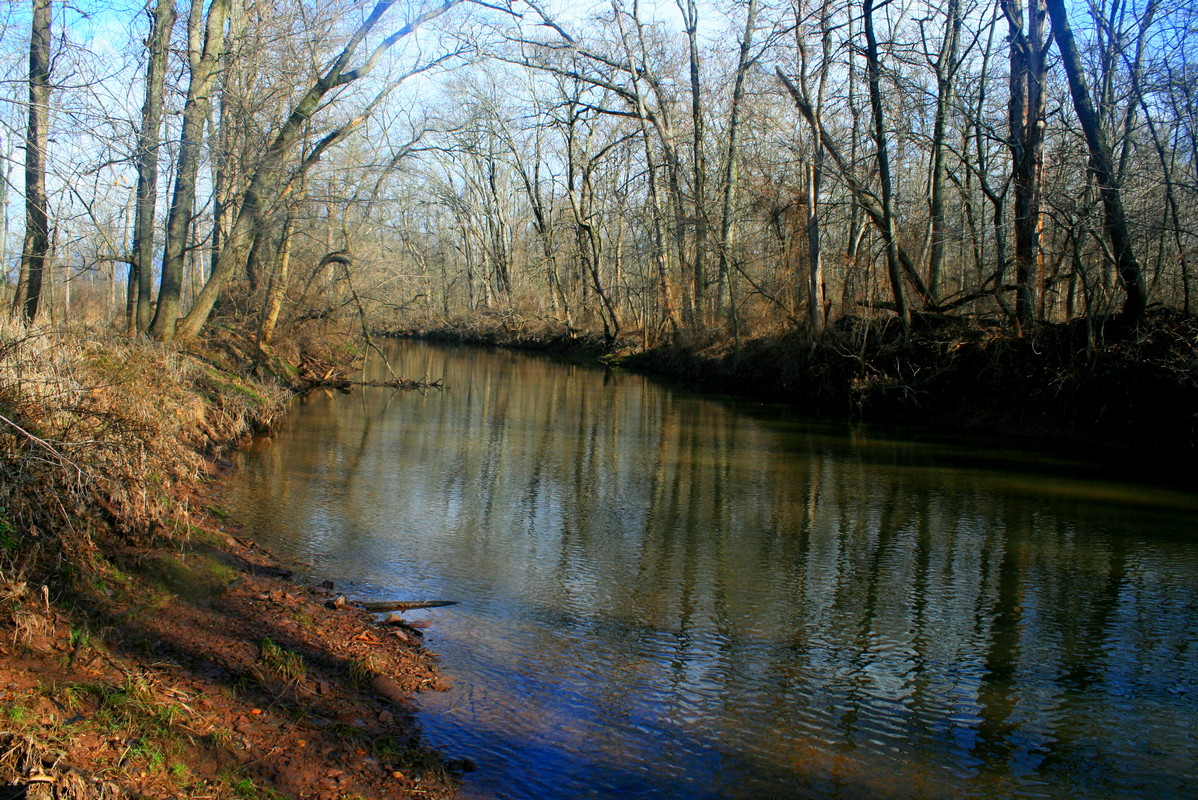
Река Рок-Крик, которую переходила бригада Гордона

Бригада Гордона начала наступление на высоту Блохерс-Нолл, которую обороняли полки бригады фон Гильзы (из дивизии Фрэнсиса Барлоу), больше напоминающие стрелковую цепь, чем боевую линию. Их было всего 900 человек против примерно вдвое большего количества джорджианцев Гордона. Фронт фон Гильзы прикрывала река Рок-Крик, которая в этом месте достигала лишь около 6 метров в ширину и около метра в глубину, но имела обрывистые берега, позволяющие перейти её только в некоторых местах. Джорджианцы подошли к реке и быстро отбросили противника, что заставило отступить федеральную артиллерию на высоте.
Генерал Барлоу не сразу заметил наступление Гордона. С северной стороны почти одновременно с Гордоном начала наступление джорджианская бригада Долса, и когда бригада фон Гильзы обратилась в бегство, оставшаяся на позиции федеральная бригада Эймса попала под удар с двух сторон. Барлоу приказал Эймсу атаковать. 75-й Огайский полк (около 200 человек) примкнул штыки, выдвинулся вперёд и вступил в перестрелку с джорджианцами, но был обойдён с флангов и отступил, потеряв четверть личного состава убитыми и ещё половину ранеными.
Барлоу попытался навести порядок в отступающих частях, но был ранен, спешился и пытался уйти в тыл, однако вскоре ослабел и лёг на землю. Джон Гордон в мемуарах писал, что он помог раненому Барлоу и по его просьбе уничтожил пачку личных писем. Сам Барлоу не упоминает такой истории. К 1990-м годам историки постепенно пришли к мнению, что инцидент был вымыслом Гордона.
2 и 3 июля бригада Гордона активно задействована не была, а 5 июля служила арьергардом отступающей Северовирджинской армии и вела бои около Фэирфилда. 14 июля бригада перешла Потомак и ушла в Вирджинию.

### Оверлендская кампания
В начале мая 1864 года федеральный главнокомандующий Улисс Грант начал Оверлендскую кампанию; 4 мая его армия перешла Потомак, рассчитывая обойти правый фланг Северовирджинской армии. В тот же день генерал Ли отправил ему навстречу корпус генерала Юэлла. Утром 5 мая Юэлл вошёл в соприкосновение с противником и занял оборонительную позицию; началась битва в Глуши. Узнав о появлении южан, Грант приказал корпусу генерала Уоррена незамедлительно атаковать противника. Федеральная дивизия Уодсворта атаковала правый фланг Юэлла, бригады Долса и Баттла. Эрли приказал ввести в дело бригаду Гордона; тот вывел бригаду на позицию, построил в линию, обратился к солдатам с краткой речью и повёл вперёд, правее бригады Баттла. Его бригада столкнулась с наступающей «Железной бригадой» Катлера, которая была расстроена наступлением, и сразу обратила её в бегство. Прорвав линию противника, Гордон приказал совершить необычный манёвр: часть его полков стала наступать вправо, а часть влево, расширяя прорыв. Это было первое бегство в истории Железной бригады.

Атака Гордона

Вечером генерал Юэлл сообщил генералу Ли, что укрепил позицию и сможет удерживать её дальше. Он особо отметил заслуги Долса и Гордона в боях этого дня. Вечером бригада Гордона была переброшена с правого фланга корпуса на крайний левый. Гордон приказал выявить боевую линию противника перед фронтом бригады, и утром 6 мая выяснилось, что перед её позициями никого нет и её фланг уходит далеко за фланг VI федерального корпуса. Гордон понял, что его бригаде выпал шанс прорваться в тыл противника и атаковать его с неприкрытого фланга. Впоследствии он писал, что всё внутри него затрепетало от осознания невероятных возможностей, которые давал этот случай.
Командование дивизии и корпуса не сразу дало разрешение на такую атаку. Существует множество версий о том, кто и почему принял это решение. Манёвр, известный как «Атака Гордона», начался ближе к вечеру и сначала развивался успешно. Гордону удалось опрокинуть три бригады противника, но к 22:00 его наступление выдохлось. Он нанёс противнику ощутимый урон, взял в плен двух федеральных генералов, но не смог разгромить VI федеральный корпус. Впоследствии Гордон писал, что если бы атака была начата вовремя и её поддержали другие бригады, то весь фланг Потомакской армии мог бы быть разбит и вся армия оказалась бы в тяжёлом положении.
Вечером 7 мая Ли начал перемещать армию к Спотсильвейни. Из-за болезни генерала Эмброуза Хилла его корпус временно возглавил Джубал Эрли, а дивизию самого Эрли командующий временно передал под командование Гордона. Так как Гарри Хайс был старше по званию, Ли перевёл его в бригаду Эдварда Джонсона. Дивизия Гордона (бригады Хоффмана, Джонстона и Эванса) пришла к Спотсильвейни днём 8 мая, и её держали в резерве в первые дни сражения. 10 мая федеральная армия прорвала позиции армии Ли в результате так называемой «Атаки Аптона». Гордон отправил бригаду Джонстона для ликвидации прорыва.

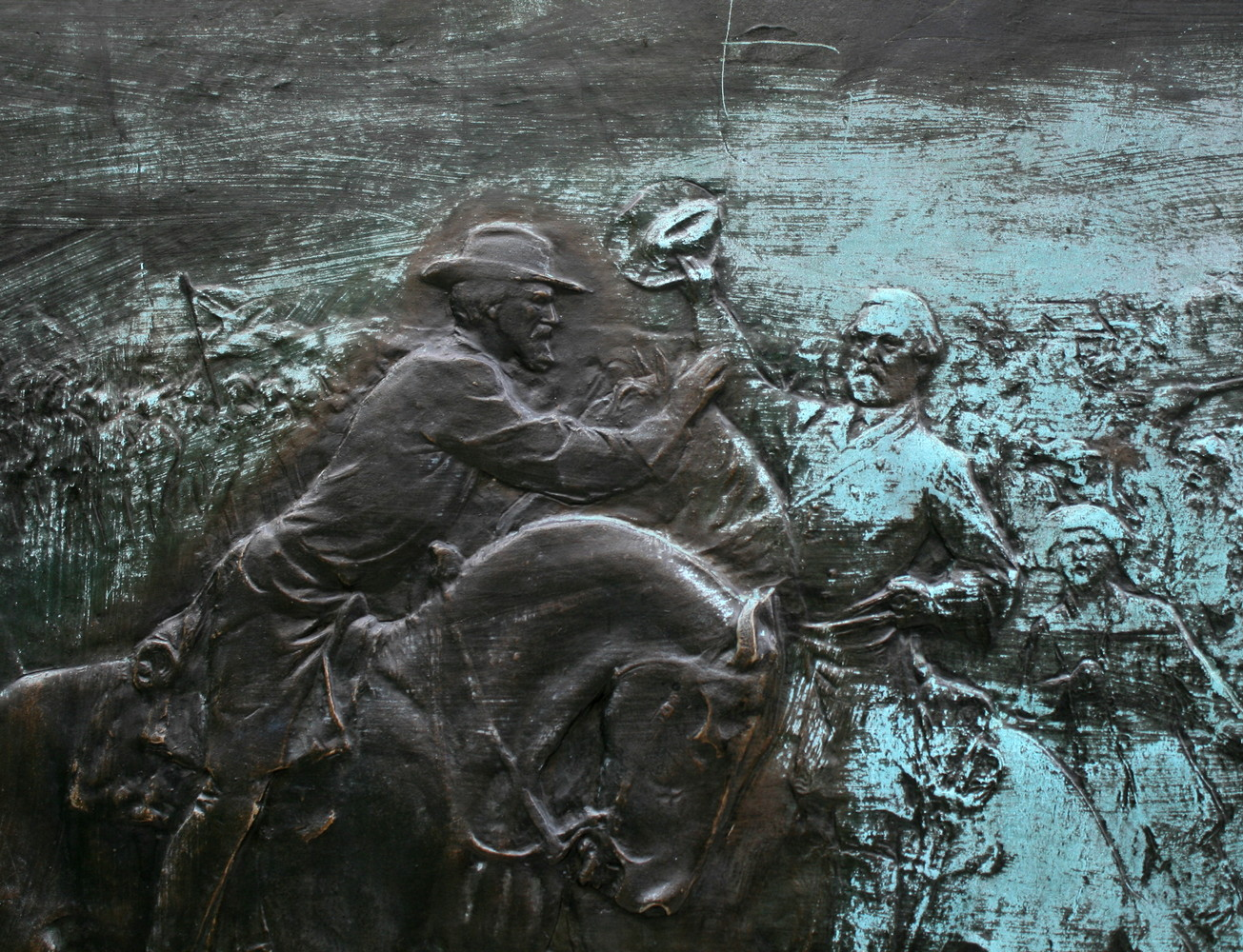
Гордон останавливает Ли (барельеф на постаменте статуи Гордона у капитолия Северной Каролины)

Опасаясь повторного прорыва, Ли приказал Гордону разместить две бригады (Хоффмана и Эванса) на опасном участке, поэтому в тылу осталась только бригада Джонстона. Рано утром 12 мая федеральный II корпус начал атаку и прорвал оборону южан на участке дивизии Эдварда Джонсона. В 04:30 Гордон стал получать первые сообщения о прорыве, но не сразу поверил в их истинность. «Было слышно так мало ружейных выстрелов, — вспоминал он, — и совсем не слышно орудийных, что трудно было поверить в истинность этих донесений». Когда пришло подтверждение, он сразу бросил бригаду Джонстона в бой, на дивизии Барлоу и Гиббона. После перестрелки Гордон отвёл её немного назад и попытался сформировать боевую линию из всех своих бригад.
В этот момент появился генерал Ли, который только что узнал о катастрофе. Одобрив предпринятые командиром дивизии меры, он направился в центр линии. Гордон понял, что командующий собирается лично возглавить атаку, поэтому остановил его словами: «Генерал Ли, здесь вам не место. Вернитесь, генерал, мы отобьём их. Эти люди — вирджинцы и джорджианцы. Они никогда не подводили. И не подведут. Верно, парни?». Противник был так близко, что у Гордона не оставалось времени на формальности, он просто взял коня Ли за поводья и развернул его в тыл. Ли нехотя подчинился.
Отчаянная атака Гордона остановила наступление федерального корпуса. Южане успели построить вторую линию укреплений и отойти на неё утром 13 мая. Генерал Ли был так впечатлён действиями Гордона, что уже 13 мая попросил президента присвоить тому звание генерал-майора. Звание было присвоено и датировано 14 мая. 18 мая федеральная армия атаковала новую позицию, но дивизия Гордона легко отбила эту атаку. 21 мая генерал Хилл вернулся к командованию корпусом, генерал Эрли вернулся в свою дивизию, и тогда Ли передал Гордону дивизию Эдварда Джонсона, куда на усиление перевёл бывшую бригаду Гордона. Теперь Гордон командовал дивизией, в состав которой входили бригады Эванса, Стаффорда-Хайса и бригада Терри, собранная из бывших бригад Джонса, Стюарта, Уокера и Терри.
Дивизия Гордона почти не была задействована в последующих боях. Армия отступила на рубеж реки Норт-Анна, затем к реке Тотопотоми, затем последовали бои при Колд-Харборе. Жена Гордона переехала в Ричмонд, что позволяло ему изредка видеться с ней. Между тем армия Дэвида Хантера начала наступление в долине Шенандоа и угрожала Лексингтону. Генерал Ли решил направить в долину весь II корпус своей армии (корпус Эрли). 13 июня дивизии Гордона, Рамсера и Роудса отправились на запад.

### Кампания в долине Шенандоа
Дивизия Гордона вместе с корпусом Эрли прошла через Шарлоттсвилл в Линчберг, но генерала Хантера там уже не было. 26 июня Эрли пришёл в Стонтон, где условно передал дивизию Гордона в символический корпус Брэкинриджа. В тот момент дивизия Гордона была самой слабой из всех: её бригады были скомпонованы из остатков других бригад и между офицерами и рядовыми не было чувства единства. Гордону пришлось прилагать большие усилия, чтобы превратить дивизию в боеспособную единицу. 2 июля Эрли вошёл в Винчестер, 6 июля перешёл Потомак и вступил в Мэриленд. 8 июля южане перешли Южные горы, а на следующий день подошли к реке Монокаси, где состоялось сражение на Монокаси.
На Монокаси Эрли столкнулся с федеральной армией Лью Уоллеса и некоторое время не знал, что предпринять, но кавалерия Маккосланда без приказа перешла реку и атаковала левый фланг противника. После этого Эрли приказал дивизии Гордона перейти реку и присоединиться к атаке кавалеристов. Когда Гордон перевёл дивизию через Монокаси, он обнаружил, что ему придётся атаковать через поле, перегороженное изгородями, с большими стогами, не позволяющими пехоте наступать единой линией. Несмотря на это, дивизия пошла в атаку и отбросила две линии противника. В ходе этой атаки был тяжело ранен генерал Клемент Эванс. За второй линией обнаружилась третья, и Гордон атаковал её силами бригад Эванса и Йорка, задействовав бригаду Терри для прикрытия фланга. Армия Уоллеса была обращена в бегство. После сражения Брэкинридж сказал: «Гордон, даже если бы это было первое ваше сражение, оно завоевало бы вам бессмертную славу». Но потери дивизии были высоки — она потеряла почти 700 человек, в их числе генерала Эванса и его адъютанта, майора Юджина Гордона (брата Джона Гордона).
После сражения Эрли смог подойти к самым укреплениям Вашингтона, но осознал, что не сможет захватить их, и отступил обратно к реке Потомак, а затем в Вирджинию. Анализируя его стратегию в Мэриленде Дуглас Фримен заметил, что сражение при Монокаси было выиграно фактически только силами дивизии Гордона. Эрли, по его мнению, всё ещё мыслил категориями дивизионного командира.
В конце июля и в августе дивизия Гордона не участвовала в боевых действиях. 19 сентября армия Филипа Шеридана перешла реку Опекон и началось Третье сражение при Винчестере. Основной удар пришёлся на дивизию Рамсера, а дивизия Гордона в 10:00 успела присоединиться к ней слева и отбить первую атаку федеральной армии. В это время погиб генерал Роудс, и Гордон временно принял командование его дивизией. Когда противник начал обходить фланги, Эрли приказал отступить на укреплённую линию у Винчестера, но из-за неразберихи южанам пришлось отступать и с этой позиции.
Во время сражения жена Гордона, Фанни, находилась так близко к месту боёв, что едва не попала в плен, и только помощь дивизии Роудса помогла ей вернуться в Винчестер. Увидев дивизию своего мужа отступающей через город, она бросилась на улицу, убеждая бегущих вернуться и драться с противником. Гордон не знал, что она осталась в Винчестере, и был удивлён, встретив её на улице. Он хотел найти для Фанни безопасный дом, но она сумела покинуть город вместе с отступающей армией.
Армия Эрли отступила к местечку Фишерс-Хилл, где пыталась остановить Шеридана. Здесь под командование Гордону передали дивизию Уортона, но 22 сентября, сразу после того, как он принял это соединение, началось сражение при Фишерс-Хилл, Шеридан прорвал левый фланг позиций Эрли и заставил южан отступить к Стонтону.
Из-за череды неудач Эрли начал терять доверие офицеров своей армии и, в частности, Гордона. Вероятно, отношения Гордона с Эрли впервые осложнились 6 мая, когда тот, ещё будучи командующим дивизией, затянул начало атаки бригады Гордона в ходе битвы в Глуши. После сражения при Винчестере Гордон осуждал Эрли за то, что тот не сконцентрировал вовремя свои дивизии и не уделил внимания левому флангу при Фишерс-Хилл. Последующие события только усилили сомнения Гордона в компетентности его командира.
В начале октября армия Эрли была усилена дивизией Кершоу, 13 октября он вернулся к Фишерс-Хилл и обнаружил армию Шеридана в лагере у реки Седар-Крик между Страсбергом и Мидлбергом. Эрли отправил Гордона изучить обстановку на левом фланге Шеридана. 17 октября Гордон и Джедедия Хотчкисс поднялись на гору Массанутен и обнаружили, что фланг противника ничем не прикрыт. Об этом было доложено Эрли, причём Гордон был настолько уверен в успехе фланговой атаки, что готов был принять на себя всю ответственность в случае неудачи. После войны было много споров о том, кто именно разработал план атаки; вероятно, Гордон был автором идеи, а Эрли принял окончательное решение. 18 октября Эрли передал весь II корпус Гордону, чтобы тот провёл его три дивизии на фланг армии Шеридана и начал атаку. Дивизия Кершоу должна была атаковать с фронта.

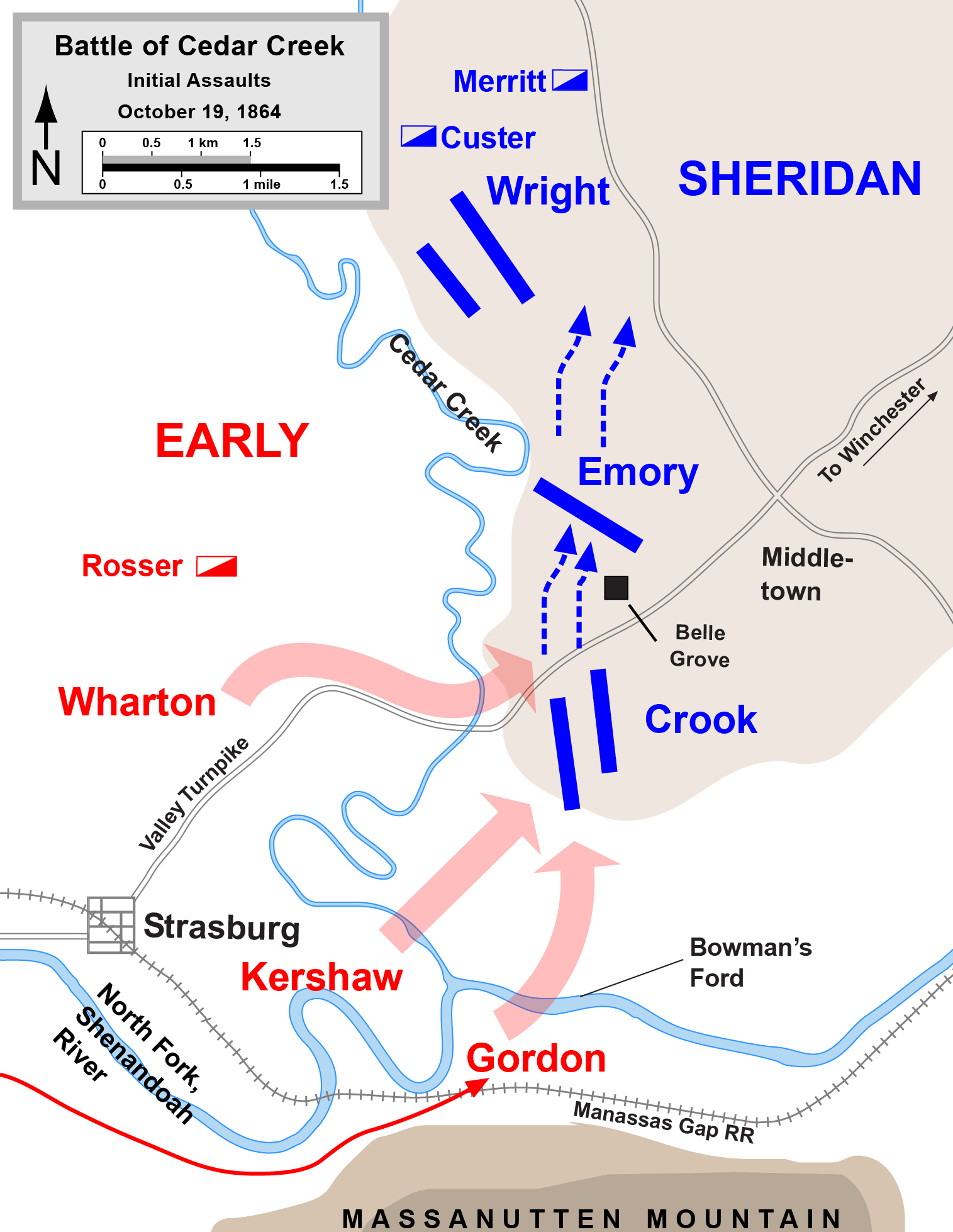
Сражение при Седар-Крик

19 октября произошло сражение при Седар-Крик. Гордон вывел три дивизии во фланг Шеридану, построил в боевую линию и атаковал федеральную армию дивизиями Эванса и Рамсера, застав её врасплох. Под ударом Гордона и Кершоу весь федеральный VIII корпус обратился в бегство через лагерь XIX корпуса. Оба корпуса начали отступать практически без сопротивления. Гордону удалось захватить почти всю федеральную артиллерию. VI корпус тоже начал отходить, и Гордон уже готовился атаковать его силами всех трёх дивизий, когда на поле боя появился Эрли и приказал отменить атаку. Гордон настаивал на атаке, на что Эрли возразил: «Генерал, вы бы лучше смотрели за своей дивизией». Впоследствии Гордон писал: «Моё сердце ушло в пятки. Видения фатальной остановки наступления в первый день Геттисберга и целый день промедления с атакой на фланг Гранта 6 мая в Глуши встали передо мной».
Около 16:30 федеральная армия пошла в контрнаступление, атаковала левый фланг Эрли (дивизию Гордона) и быстро опрокинула его. Отход Гордона заставил отойти дивизии Кершоу и Рамсера. Отступление южан вскоре перешло в бегство, и сам Гордон едва не попал в плен. Сражение при Седар-Крик ещё больше испортило отношения Эрли с Гордоном. Через несколько дней первый обвинил второго в том, что во время наступления тот лично отвлёкся на разграбление лагеря противника. Гордон хотел запросить официального расследования или перевода в другой департамент, но в итоге решил, что время для таких шагов неподходящее. Кампания в долине Шенандоа завершилась, и в декабре Гордон присоединился к основной Северовирджинской армии в траншеях под Питерсбергом.

### Осада Питерсберга
8 декабря дивизии Гордона и Пеграма отправились в Питерсберг, а через неделю к ним присоединилась дивизия Граймса. Эрли остался в долине с небольшим отрядом, а Гордон возглавил все три дивизии (II корпус), хотя и не получил звание генерал-лейтенанта. Впоследствии ходили разговоры о том, что кто-то видел приказ о присвоении Гордону звания генерал-лейтенанта, и в литературе Гордон иногда упоминается под таким званием, но ещё в апреле 1865 он расписывался в документах как генерал-майор. В Питерсберге его дивизии были размещены на правом фланге армии. В ту зиму армия сильно страдала от перебоев с продовольствием, отчего росло дезертирство. В декабре 1864 года корпус Гордона насчитывал всего 8600 человек и был самым маленьким в армии. Но сам Гордон стал доверенным лицом генерала Ли, поскольку Лонгстрит находился под Ричмондом, а Хилл часто отсутствовал по болезни.
Генерал Эрли вернулся из долины 16 марта. Его неудачи в долине Шенандоа не позволяли вернуть его на прежний командный пост, а общественное мнение настолько сильно было настроено против него, что 30 марта Ли был вынужден отстранить его от командования. В итоге Гордон остался командиром II корпуса.

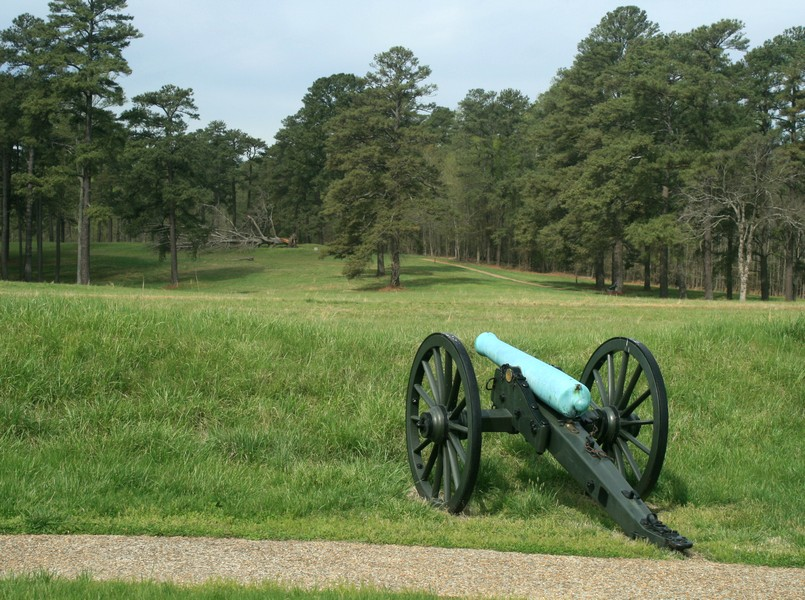
Вид из форта Стедман в сторону позиций Гордона (2015)

Между тем обстановка под Питерсбергом осложнялась, линия фронта Северовирджинской армии была слишком растянута, и надо было как-то её сократить. Гордон предложил прорвать позицию армии Гранта, чтобы вынудить его оставить позиции на левом фланге. В качестве точки прорыва он предложил федеральный форт Стедман, который находился ближе всего к позициям южан. Захватив форт, южане должны были прорваться в тыл и захватить ещё несколько фортов. Это дало бы шанс кавалерии выйти в тыл противнику и нанести урон его коммуникациям. 23 марта Ли дал согласие на этот план.
25 марта началось сражение за форт Стедман: в 04:00 отряд под командованием Гордона разобрал засеку и внезапной атакой захватил форт, взяв множество пленных и 4 орудия. Успех казался полным, но вскоре выяснилось, что форты в тылу обнаружить не удалось. Атака Гордона была остановлена огнём с трёх сторон. Не имея возможности наступать дальше, Гордон был вынужден на восходе дать приказ на отступление, но многие южане отказались отступать по открытой местности под огнём противника. В бою за форт было потеряно 3500 человек, из них 1900 пленными. Северяне потеряли 2080 человек. Из-за этих потерь Соверовирджинская армия сократилась примерно до 36 000 человек. Вину Гордона в провале атаки оценить трудно. Он явно недооценил возможности федеральной артиллерии и, по всей видимости, не консультировался с артиллеристами своего корпуса. Он также неверно оценил расположение трёх фортов в тылу и возможности их захвата. Ошибки Гордона можно понять, хотя остаётся вопрос, почему инженеры армии не обратили на них внимания.

### Аппоматоксская кампания
1 апреля генерал Шеридан сумел разбить отряд генерала Пикетта в сражении при Файв-Фокс, и 2 апреля Грант приказал начать атаки по всему фронту. Северянам удалось прорвать фронт на нескольких участках, контролируемых корпусом Гордона, но тот сумел выбить противника и восстановить линию. Вечером он получил сообщение, что фронт III корпуса прорван, Питерсберг будет эвакуирован, а II корпус должен остаться на позициях и отступить последним. Отступление означало, что Гордон должен оставить в Питерсберге жену, у которой только что родился ещё один сын, Джон Браун Гордон Младший, и которая из-за слабости не могла покинуть город.
Во время отступления армии Гордон командовал арьергардом. Первые три дня армия отступала почти без помех со стороны северян, но 6 апреля, когда корпус отступал от Амелия-Спрингс к Сайлерс-Крик, ему пришлось постоянно отбивать атаки противника. Гордон отступал, прикрывая обозы, от высоты к высоте, меняя одну позицию за другой. На одной из развилок части Лонгстрита, Андерсона и Юэлла свернули на левую, южную, дорогу, а обозы направили по правой, северной, для их безопасности, но об этом не сообщили Гордону, который, следуя за обозами, оказался на северной дороге. Из-за этого тыл армии оказался открыт, корпуса Андерсона и Юэлла попали под удар и были разбиты в сражении при Сайлерс-Крик.
К 17:00 того дня дивизии Гордона тоже оказались под ударом противника, а медленное продвижение обоза не позволяло ему отступать дальше. Дуглас Фримен заметил, что даже в таком сложном положении Гордон не просил помощи прямо, а только сообщил, что «до сих пор я мог защищать обоз, но без поддержки едва ли смогу делать это дальше». В итоге его корпус был обращён в бегство и потерял 1700 человек, но позже командующему удалось навести порядок в частях.
7 апреля Северовирджинская армия сократилась до двух корпусов (Лонгстрита и Гордона), общей численностью около 12 000 боеспособных человек. В корпус Гордона были влиты остатки частей Андерсона, Пикетта, Джонстона и Уайза. Теперь корпус Лонгстрита перешёл в арьергард, поэтому Гордон, двигаясь без помех, вечером 8 апреля пришёл в Аппоматтокс-Кортхауз. Здесь генерал Ли собрал военный совет, на который пригласил Гордона, Лонгстрита и Фицхью Ли. Командующий сообщил, что от Гранта поступило предложение капитуляции и что пути отступления, вероятно, перекрыты противником. Было решено, что корпус Гордона попытается прорваться на запад, но если это не удастся, то армии придётся капитулировать.

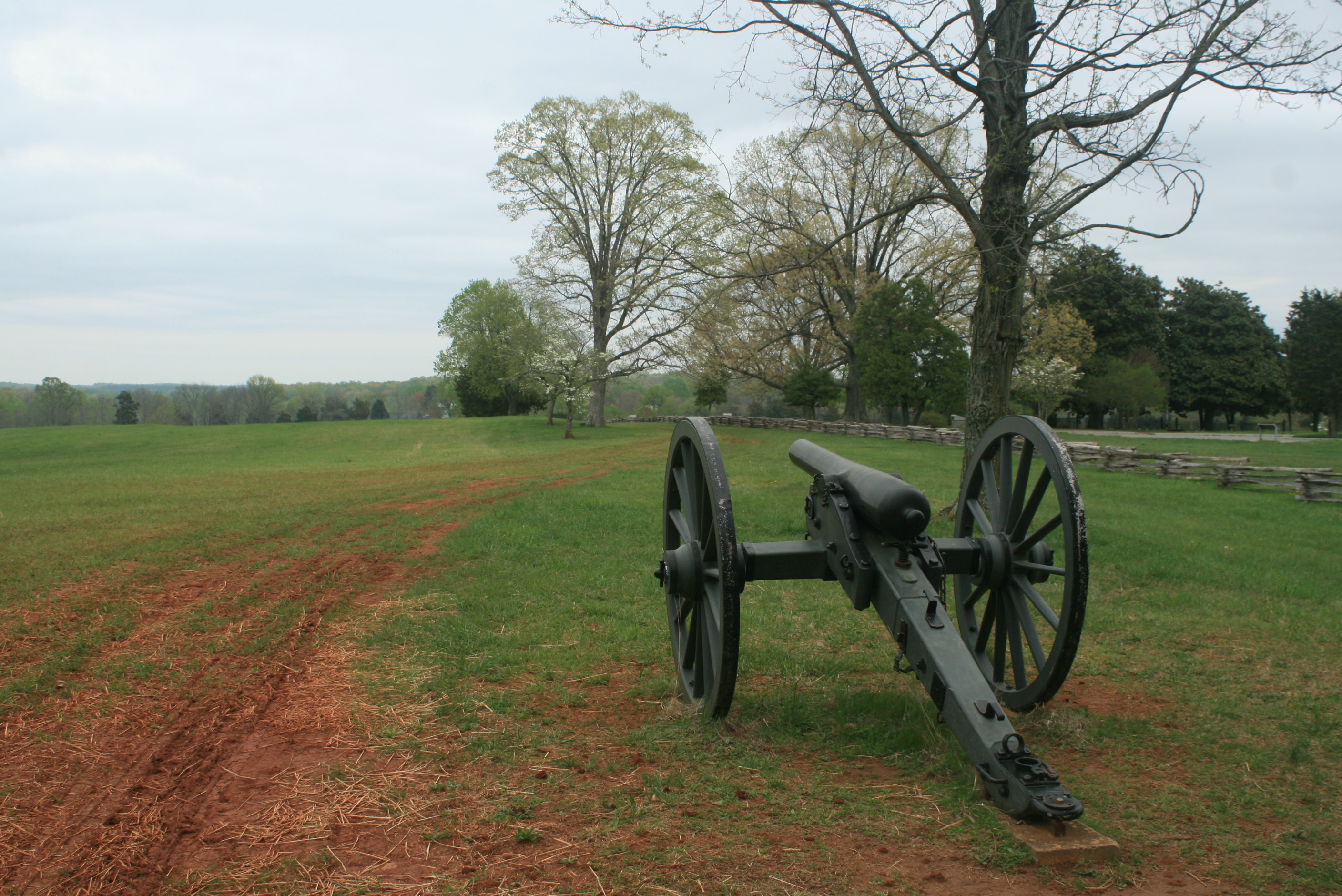
Мемориальное орудие на месте батареи, захваченной во время атаки Гордона

Утром 9 апреля началось сражение при Аппоматтоксе: корпус Гордона начал наступление через Аппоматтокс-Кортхауз и захватил федеральные позиции. По униформе убитых северян Гордон понял, что это всего лишь спешенная кавалерия. Гордон развернул корпус фронтом на юг, чтобы обозы могли пройти по дороге, но в этот момент федеральная армия появилась на его правом фланге. Когда в 08:00 полковник Венейбл явился и спросил Гордона, как идут дела, тот ответил: «Передайте генералу Ли, что мой корпус полностью измотан и, боюсь, я не смогу ничего сделать без поддержки корпуса Лонгстрита». Получив это сообщение и посоветовавшись с Лонгстритом, Ли решил согласиться на капитуляцию.
Узнав о начале переговоров, Гордон уведомил об этом федеральное командование на своём фронте, и на встречу с ним явился Фил Шеридан. При виде Гордона он сказал: «Мы, кажется, встречались при Винчестере и при Седар-Крик в долине. Я имел удовольствие получить некоторые орудия вашего правительства, доставленные мне генералом Эрли». Гордон ответил: «Это правда, а я в это утро получил некоторые орудия от вашего правительства, доставленные мне генералом Шериданом». В это время послышалась стрельба, и Гордон вспомнил, что забыл уведомить о перемирии бригаду на своём левом фланге. Он отправил приказ о прекращении огня с одним из офицеров Шеридана. Это был последний боевой приказ Гордона.
10 апреля Гордон вместе с Лонгстритом и Пендлтоном оказался в составе комиссии, которая встретилась с представителями федеральной армии и оговорила условия капитуляции. Утром 12 апреля прошла церемония капитуляции Северовирджинской армии. II корпус шёл первым в колонне, и Гордон, таким образом, оказался первым в колонне сдающейся армии. Когда церемония завершилась, Гордон попрощался с корпусом. Он напомнил людям о их подвигах, призвал мирно вернуться домой, подчиняться закону и вместе заняться восстановлением Юга.
За время войны Гордон прошёл путь от капитана до командира корпуса. Всего 5 человек стали командирами корпусов Конфедерации, не имея военного образования, и из них только Гордон не получил звания генерал-лейтенанта. Возможно, именно отсутствие довоенного боевого опыта помогло ему мыслить свободно, оригинально и смело. При этом он обладал мышлением профессионального военного. Ему не довелось быть независимым командиром, но он мыслил агрессивно и наступательно. Говорили, что он особенно подходит для руководства атакой благодаря особому магнетизму, способности сильного психологического воздействия на окружающих.

## Послевоенная деятельность
Получил удостоверение условно освобождённого, Гордон отправился в Питерсберг, к семье, в компании конгрессмена Элиху Уошберна. 14 апреля он прибыл в город, где застал жену и новорождённого ребёнка в полном порядке. Гордон продал несколько своих лошадей, и на эти деньги они с Фанни отправились в Джорджию, к его родственникам в Коламбусе. Там 29 мая он узнал, что президент Джонсон объявил амнистию всем южанам, кроме офицеров в звании выше полковника. Гордон, не уверенный, что сможет получить амнистию, после этого задумался об эмиграции в Бразилию, но потом отказался от этой мысли. Его шахты пришли в негодность за время войны, а обстановка не позволяла работать юристом. Гордон переехал в Атланту, где 15 сентября получил амнистию и был восстановлен в гражданских правах. Он нашёл деньги и в конце 1865 года открыл две большие лесопилки под Саванной. Через год он уже смог купить рисовую плантацию на побережье.

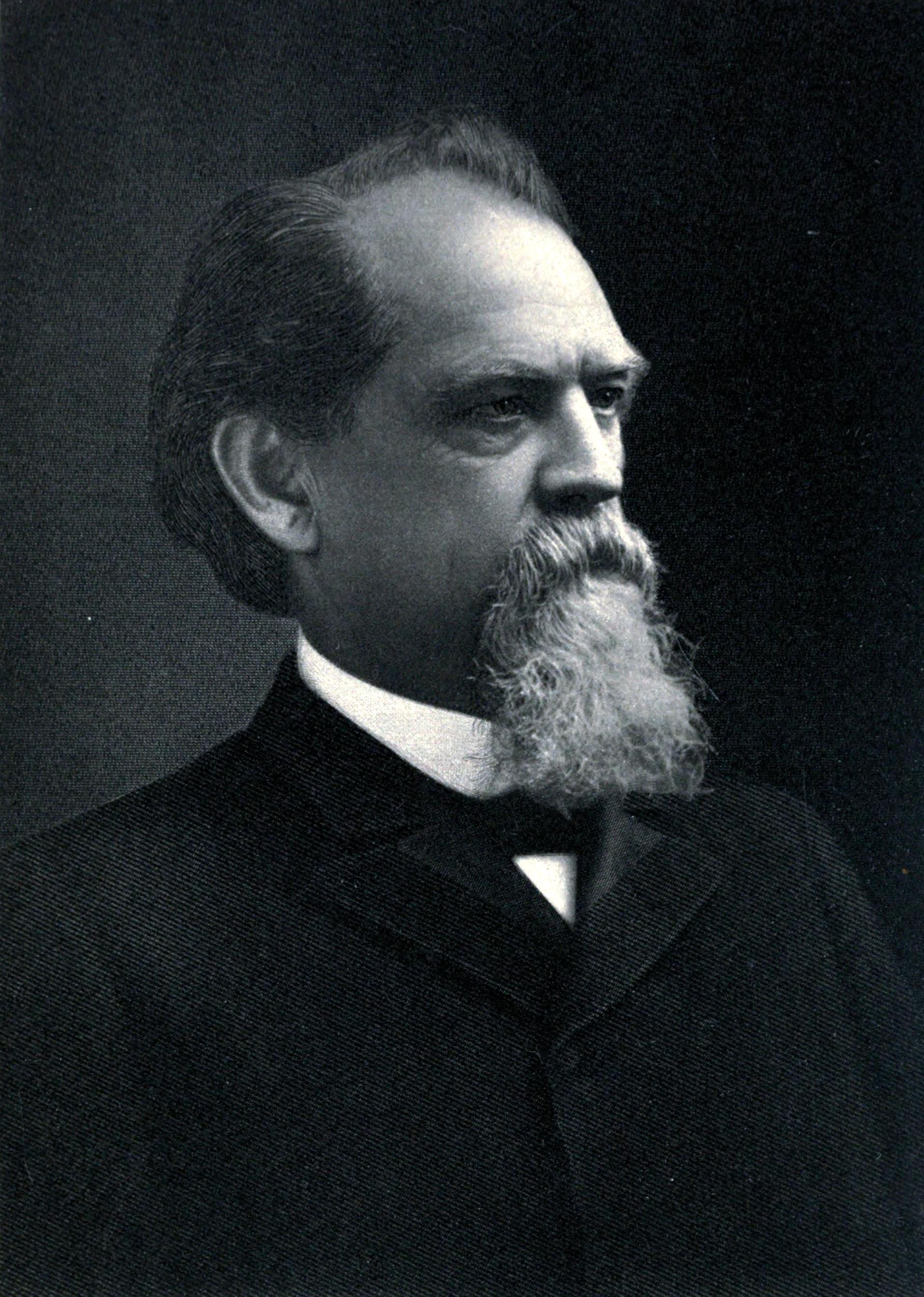
Гордон в послевоенные годы

Бизнес на побережье был многообещающим, но в то же время в этом регионе сложились напряжённые межрасовые отношения. На побережье и островах было много чернокожих военнослужащих, которые проявляли агрессию по отношению к белым. Гордон поехал в Саванну, встретился с Грантом, который совершал инспекционный тур по югу, и уговорил его заменить цветные войска на белых. После этого обстановка стала спокойнее. Гордон старался и иными способами наладить отношения между двумя расами. Он полагал, что афроамериканцы должны получать образование и повышать уровень жизни и что белые должны им в этом помогать при условии, что чёрные останутся в подчинённом положении. Он не верил в равенство рас и был сторонником патернализма и белого супремасизма. При этом, однако, он верил в возможность гармоничных отношений между чёрными и белыми на юге, поскольку, по его мнению, они нуждались друг в друге и понимали друг друга.
В 1867 году Гордон был вынужден покинуть побережье. Колебания цен на лес поставили его компанию на грань банкротства, поэтому он покинул Брансуик и вернулся в Атланту в конце года. В то время на Юге его имя было настолько популярно, что сразу несколько компаний предложили ему руководящие должности. Гордон стал президентом филиала страховой компании Southern Life Insurance Company и вице-президентом издательства Richardson and Company. Его имя должно было повышать доверие к компаниям. На этом посту ему пришлось отвечать на нападки журналистов-северян в 1869 году. Страховая компания процветала под его управлением, и он даже предложил Роберту Ли пост её президента, но тот отказался. С этой компанией так или иначе были связаны многие бывшие офицеры армии, в их числе Уэйд Хэмптон, Роберт Тумбс, Альфред Колкитт и Александр Стивенс.
Помимо страхования Southern Life Insurance Company издавала еженедельный бесплатный журнал Plantation, который писал о сельском хозяйстве, экономике и выгодах страхования. Гордон часто писал в нём статьи на острые темы. На базе этого журнала в июле 1871 года при участии Гордона образовалось издательство Plantation Publishing Company, которое просуществовало до 1873 года. Одновременно Гордон начал сотрудничать с нью-йоркским издательством Richardson and Company, а в начале 1868 года стал его президентом. Издательство занималось выпуском учебников для школ и колледжей и было одним из крупнейших на книжном рынке на Юге. Гордон был сторонником повышения уровня образования на Юге и хотел издавать учебники, свободные от влияния политики и партийных интересов. Несмотря на это, на Севере издательство обвиняли в продвижении идеологии Юга, а на Юге — в продвижении интересов северного бизнеса.
Гордон в это время окончательно обосновался в Атланте, купил себе участок земли в Кирквуде и в 1869 году построил там усадьбу Сатерланд. Это был двухэтажный дом с 8 ионическими колоннами, который быстро стал центром местной светской жизни.

## Политическая карьера
В марте 1867 года были изданы законы, согласно которым Джорджия должна была провести голосование о принятии новой конституции и выбрать новые органы власти. Генерал Джордж Мид, командующий 3-м Оккупационным Дистриктом, назначил выборы на 20—23 апреля 1868 года. Республиканцы Джорджии выдвинули кандидатуру Руфуса Баллока на пост губернатора, а демократы решили выдвинуть Джона Гордона. Гордон не имел опыта политической деятельности и полагал, что доходы не позволяют ему тратить время на политику, но с учётом обстановки в штате дал своё согласие. 1 февраля 1868 года он был объявлен кандидатом и начались дебаты. Гордон позиционировал себя как противника агрессивного республиканского радикализма и призывал голосовать против новой конституции, что ставило его и демократов перед проблемой: в случае непринятия конституции новое правительство не могло быть сформировано, сам Гордон не мог стать губернатором и был бы продолжен режим оккупации. Голосование прошло 20 апреля, Гордон получил 76 356 голосов за и 86 527 голосов против. Конституция была принята 88 172 голосами против 70 200. В своей первой политической кампании Гордон, таким образом, потерпел неудачу.

### Гордон и Ку-клукс-клан
В 1866 году в Теннесси появилась организация Ку-клукс-клан, которая в апреле 1867 года (после издания законов о реконструкции) превратилась в полувоенную организацию по борьбе с «радикальной реконструкцией». Предполагалось, что руководить организацией будет «Великий Маг», в каждом штате главой будет «Великий Дракон», которому подчиняются главы округе («Великие Гиганты»). На руководящие посты старались выбирать ветеранов войны. Полковник Зебулон Вэнс был «Великим Драконом» Северной Каролины, Уэйд Хэмптон предположительно был «Драконом» Южной Каролины, а Джона Гордона многие считали «Великим Драконом» Джорджии.
Ральф Экерт, биограф Гордона, писал, что Гордон наверняка был причастен к деятельности организации, но был ли он её главой в Джорджии, сказать невозможно из-за принятых в Ку-клукс-клане мер секретности. О его участии известно только из его показаний перед комитетом Конгресса в 1871 году. Гордон признал, что присоединился к «братству мирных, законопослушных граждан штата для собственной безопасности». Он называл организацию «мирной полицейской организацией», созданной для защиты от нападений негров, подстрекаемых радикалами-северянами. Он утверждал, что организация имела целью поддержание мира и борьбу со всем тем, что может привести к расовой войне. Комитет расспрашивал Гордона о структуре и системе управления организации, но тот отвечал, что ничего об этом не знает, хотя если бы что-то такое имело место, он знал бы обязательно. По его словам, у организации никогда не было какого-то общего управления и завершённой структуры. Это было «очень временное явление», говорил он, и оно исчезло за пару лет до времени дачи показаний.

### Первый срок в Сенате
После неудачи на выборах 1868 года Гордон около трёх лет посвятил своим личным делам, но в конце 1872 года среди его друзей возникли планы продвинуть его в Сенат США. В этом случае отсутствие у Гордона политического опыта сыграло положительную роль: он не успел нажить врагов и совершить ошибок. 21 января 1873 года началось голосование Генеральной Ассамблеи Джорджии. При первом голосовании Гордон набрал 96 голосов, Александр Стивенс — 56, Бенджамин Хилл — 30, Херберт Филдер — 18, а республиканец Эймос Экерман — 12. Так как никто не получил большинства, то голосование повторили 23 января. На шестом голосовании Гордон набрал 101 голос, а при пересчёте получил 112 голосов, требуемое большинство. Так он одержал свою первую победу в политике.
43-й Конгресс собрался 4 марта 1873 года, хотя Гордон занял своё место только 11 марта. Он ничем себя не проявил в те дни, но 25 марта, за день до закрытия сессии, вице-президент Генри Уилсон предложил ему занять место председателя Сената. Гордон стал первым из бывших конфедератов, занявших это место. На следующий день он посетил Белый дом, где президент Грант пообещал ему снять в Джорджии тех должностных лиц, что получили свои места благодаря коррупции.
Когда Конгресс снова собрался в декабре, Гордон составил несколько петиций, призывающих вернуть гражданские права бывшим конфедератам. После Рождества он стал более активен. 8 января 1874 года он впервые выступил с длинной речью, осуждающей повышение зарплат военнослужащим, обращая внимание, что эти зарплаты и без того до неприличия выросли после войны. Некоторые сенаторы обвинили его в личной неприязни к федеральной армии, но Гордон категорически отверг подобные обвинения. Он заявил, что равно уважает всех военных. 20 января он снова выступил с большой речью, в которой обратил внимание на проблемы сельского хозяйства, возможно, предчувствуя аграрный кризис 1890-х годов. В этой речи Гордон проявил себя как хороший оратор, разбирающийся в финансовых вопросах. Он стал так популярен, что некоторые политики считали его хорошим кандидатом в вице-президенты от демократической партии на следующих выборах.
Между 1875 и 1877 годами Гордон боролся в основном за восстановление самоуправления на Юге и за вывод федеральных войск. Этому были посвящены его самые известные выступления, которые прославили его как ведущего политика Юга. В то же время он старался не вступать в споры с республиканцами, которые время от времени обращались к теме Гражданской войны и выдвигали различные обвинения в адрес Юга.
Гордон попал в Сенат относительно молодым человеком с небольшим политическом опытом, но быстро освоился и был особенно активен с 1873 по 1877 годы, в неспокойный период в истории страны. Когда эпоха Реконструкции завершилась, он почувствовал, что Юг уже не настолько сильно нуждается в защите, поэтому с 1877 по 1880 год он постепенно терял интерес к политической жизни. Ему удалось наладить хорошие отношения с администрацией президента Хейса, которая пришла к власти в марте 1877 года. Сам Хейс признавал, что смог сформировать правительство только благодаря поддержке таких сенаторов, как Гордон, Ламар и Хилл. Сам Гордон верил, что Хейс вернёт южанам их права, то есть позволит им контролировать ситуацию в своих штатах и избираться на федеральные должности.
В мае 1877 года Гордон вернулся на Юг, но в августе смерть дочери Каролины отвлекла его от работы, поэтому он почти не участвовал в конституционном конвенте Джорджии. Он пришёл в себя только в сентябре, когда встречал в Атланте президента Хейса, совершавшего путешествие по Югу. В октябре сенатор вернулся к работе и продолжил сотрудничество с администрацией Хейса. В апреле 1878 года Гордон возглавил делегацию южных политиков, которая посетила Бостон. Он заявил, что Юг желает нагнать Север по индустриальному развитию, и если ранее северяне и южане доказывали стойкость своих убеждений на полях сражений Гражданской войны, то теперь настало время показать, кто может принести пользу общей стране. Но пока Гордон агитировал за национальное единство в Бостоне, начался раскол в политической жизни Джорджии: от Демократической партии откололась группировка, которую возглавлял Уильям Фелтон.
Одновременно Гордону пришлось бороться за собственное переизбрание. В итоге 19 ноября 1878 года Генеральная ассамблея почти единогласно переизбрала его на новый сенатский срок. На следующий год ему пришлось иметь дело не только со своим политическим противником Фелтоном, но и с его женой Ребеккой Фелтон, одной из первых женщин-политиков в истории США, которая начала кампанию против Гордона на страницах газеты Free Press. Она обвиняла его в коммерческой безграмотности и в обогащении с помощью коррупции во время предыдущего срока в Сенате. В марте 1879 года Гордону пришлось лично отвечать на её обвинения. Ребекка Фентон сохранила к нему враждебность до самой своей смерти в 1930 году.
В мае 1880 года в Джорджии внезапно узнали о том, что Гордон покидает пост сенатора. Он сообщил об этом губернатору Альфреду Колкитту 15 мая, а 19 мая об этом стало известно в штате. Гордон объяснил, что желает оставить политику, поскольку на Юге восстановлено самоуправление и в его услугах более нет необходимости. Колкитт с большой неохотой принял его отставку. Общественность была удивлена и огорчена этой отставкой, но в газетах всей страны хорошо отозвались о Гордоне. Даже враждебные ему газеты признали, что он был одним из самых влиятельных членов Сената. Балтиморские газеты писали, что ещё не было политика, который бы за такой короткий срок добился бы такого влияния на национальную политику.

### Губернаторские выборы 1886 года

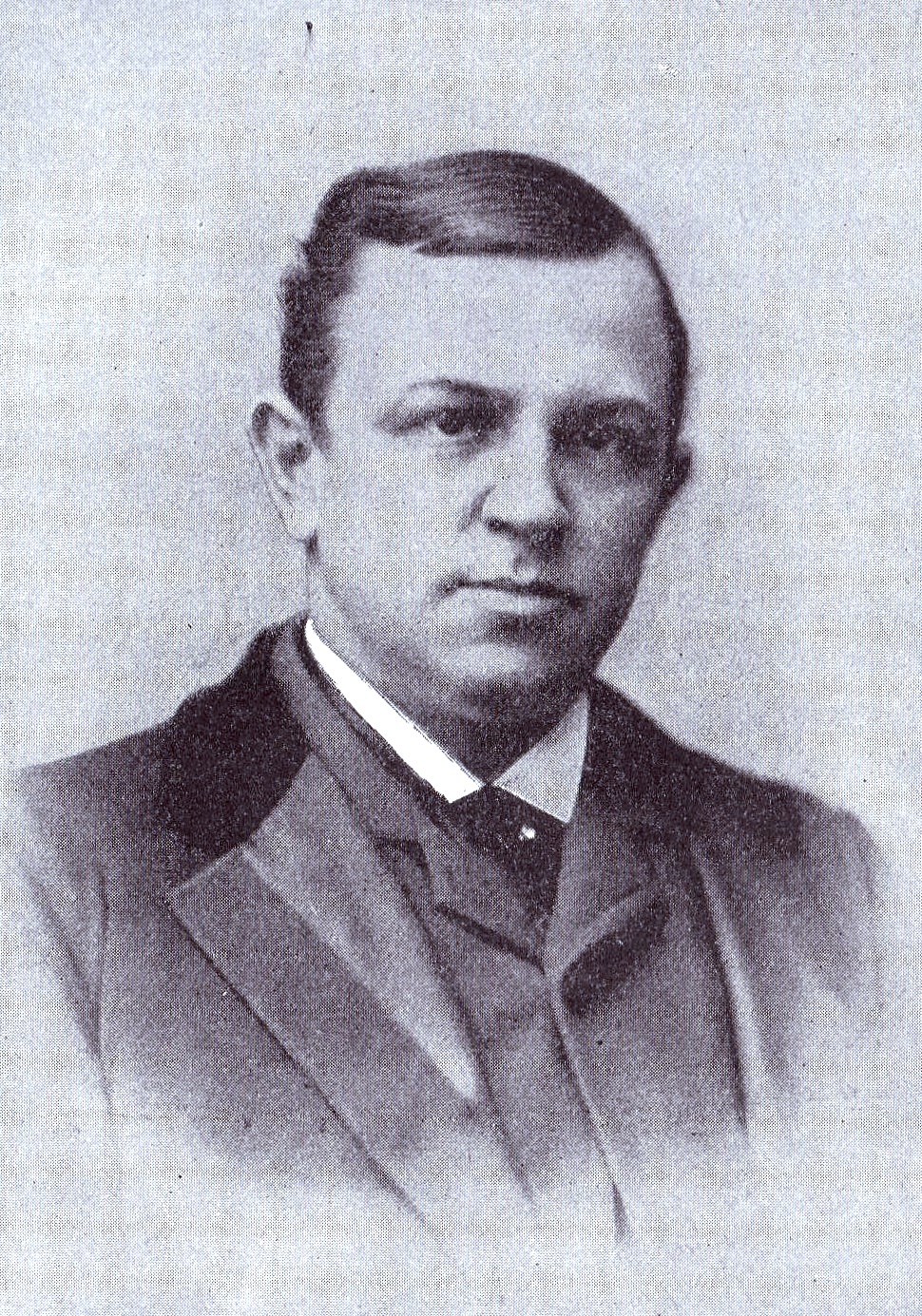
Журналист Генри Грейди

Когда Гордон покинул Сенат, его возвращение в политику казалось маловероятным и никто не воспринимал его как возможного преемника губернатора Джорджии Генри Макдэниела. Самым вероятным претендентом был Огастес Бэкон, который активно боролся за пост губернатора и имел много сторонников. Однако на сторону Гордона встал Генри Грейди, который в 1880-х годах боролся за концентрацию всех политических сил в городе Атланта и которому была невыгодна победа Бэкона, уроженца Мейкона. С этой целью он пригласил Гордона на открытие статуи Бенжамина Харви Хилла в Атланте 1 мая 1886 года и организовал приезд на церемонию Джефферсона Дэвиса, бывшего президента Конфедерации.
В конце апреля Гордон встретился с Дэвисом в Монтгомери на открытии памятника павшим в годы войны, и оттуда они на поезде поехали в Атланту. 1 мая состоялось открытие памятника Хиллу, на которое собралось около 100 000 человек. Гордон не участвовал в церемонии непосредственно, но вечером народ собрался у отеля Kimball House, и Гордону предложили выступить с речью. Он вышел к народу под крики «Гордона! Гордона в губернаторы!» На следующий день «The Atlanta Journal-Constitution», газета Генри Грейди, предложила выставить его кандидатуру на выборах. Гордон сообщил о своём согласии только через неделю (9 мая), а сам в это время совершил с Дэвисом путешествие в Саванну. Путешествие с Дэвисом способствовало росту южного патриотизма и популярности Гордона в регионе. Гордону помогали также его ораторские способности и даже шрам на лице, оставшийся после сражения при Энтитеме. Роберт Тумбс однажды заметил, что если бы шрам Гордона оказался бы в другом месте, из него не вышло бы политика.
В ходе предвыборной кампании обсуждались некоторые практические вопросы, но эта тема не была главной. Сторонники Бэкона в основном старались доказать, что Гордон был неудачником во всех сферах своей жизни и поэтому ему опасно доверять пост губернатора. Его обвиняли в том, что он покинул Сенат и тем самым предал интересы штата. В ходе кампании только Constitution всегда выступала на его стороне, в то время как огастовская Chronicle и мейконовская Telegraph были настроены категорически против. Гордон и Грейди умело отвечали на все обвинения и, в свою очередь, обратили внимание на то, что Бэкон уволился из армии в 1862 году и провёл остаток войны на тыловой службе. В итоге 28 июля на партийных выборах Гордон получил 322 голоса из 332, а на общих выборах в октябре оказался единственным кандидатом.

### Губернатор Джорджии
В годы губернаторства Гордона общественные реформы в Джорджии были сведены к минимуму, но при нём развивался бизнес, строились железные дороги и сокращалась внешняя задолженность. Было перестроено здание Капитолия и основан Джорджианский колледж.
Инаугурация Гордона прошла 9 ноября 1886 года в Атланте в Капитолии штата Джорджия в присутствии бывшего президента Ратерфорда Хейса. В своей краткой инаугурационной речи Гордон сказал, что главная опасность в настоящее время заключается в возможной утрате штатами самоуправления и растущей централизации власти в США. Приход Гордона к власти стал маркером триумфа консервативных демократов (так называемых «Бурбонных демократов») в Джорджии. Теперь Альфред Колкитт и Джозеф Браун занимали места в Сенате США, а Гордон — место губернатора штата, и таким образом три самые главные политические позиции в штате были заняты тремя лидерами консервативных демократов. Это привело к относительной стабильности политической жизни. Протесты против однопартийного правления ещё случались, но не на что не влияли.
Гордон уделял много внимания системе исправительных учреждений в Джорджии. В одном из своих первых посланий Ассамблее штата в декабре 1886 года он предложил создать экспериментальную ферму, где бы работали заключённые, которые могли бы экспериментировать с новыми формами хозяйствования, но Ассамблея отклонила это предложение. Губернатор регулярно настаивал на более строгом контроле над тюрьмами, требовал частых инспекций и раз за разом просил создать комиссию по амнистиям (pardon board). Ассамблея соглашалась на некоторые меры, но в целом при Гордоне серьёзных реформ не произошло.
Гордон был активен в первый год своего срока, но слабее проявил себя во второй. В 1888 году он был номинирован на второй срок и переизбран почти единогласно. В целом за два губернаторских срока Гордона, с 1886 по 1890 год, Джорджия изменилась мало, и из-за отсутствия важных событий его губернаторство трудно оценивать. Он уделял много внимания частным вопросам, но не смог решить крупные проблемы, например, справиться с растущим кризисом в сельском хозяйстве. Это игнорирование проблем фермеров отчасти и привело к фермерскому кризису в 1890-х годах.
В марте 1890 года стало известно, что Джозеф Браун не будет переизбираться в Сенат в ноябре ввиду своего плохого здоровья. Браун полагал, что лучшим преемником ему будет Гордон, и друзья Гордона тоже полагали, что после прекращения губернаторского срока в октябре ему стоило бы вернуться в Сенат. Вскоре Гордон действительно выдвинул свою кандидатуру на освобождающееся место. У него сразу же появились конкуренты: ещё в 1887 году в Джорджии зародился Фермерский альянс, организация, которая боролась за интересы фермеров, страдавших от падения цен на зерновые. К 1890 году Альянс насчитывал в Джорджии уже 100 000 членов. Гордону пришлось налаживать отношения с этой организацией, хотя его и смущала перспектива образования третьей партии. На выборах 1 октября 1890 года Альянс одержал крупную победу, протолкнув в губернаторы своего кандидата Уильяма Нордена, но Гордону, несмотря на некоторые разногласия с Альянсом, удалось победить на выборах 18 ноября.

### Второй срок в Сенате
Гордон приступил к работе в Сенате в декабре 1891 года, но это был уже не тот Сенат, что он помнил по 1870-м годам. Обстановка в стране изменилась, все сложные вопросы эпохи Реконструкции были уже решены, но возникли новые проблемы: аграрный кризис, протесты рабочих и споры вокруг денежного стандарта. Несмотря не неспокойную обстановку и растущую конкуренцию со стороны Популистской партии, Гордон был не очень активен во второй период работы в Сенате. Он подключился к политической борьбе на короткий период, с августа 1893 по июль 1894 года, но в остальное время никак себя не проявлял, во всяком случае не был так активен, как в свой первый срок. Причинами тому были и его преклонный возраст, и плохое здоровье, и работа с ветеранскими организациями, и его публицистическая деятельность, но главной причиной было то, что ему уже было неинтересно в Сенате: эмоциональные битвы вокруг проблем реконструкции уже закончились.
Единственным выступлением Гордона в первый период нового сенатского срока стала речь 13 января 1892 года против билля о финансировании береговых укреплений. Гордон заявил, что в условиях, когда нет опасности военного вторжения, стоит экономить ресурсы и не подвергать граждан дополнительному налогообложению. Годом позже экономический кризис заставил Гордона активизироваться: 14 августа 1893 года он представил несколько резолюций. Он в частности призвал отозвать Закон Шермана о покупке серебра и создать более гибкую биметаллическую валютную систему. 29 августа Гордон выступил в Сенате с речью по этим вопросам. Впоследствии растущий экономический кризис заставил его переключиться на другие вопросы. Весной 1894 года, во время марша безработных на Вашингтон, он утверждал (ошибочно), что к маршу присоединились рабочие со всей страны, кроме Юга, поскольку на Юге, по его словам, люди привыкли полагаться на свои силы и не ждать помощи от правительства в годы кризисов.
Весной 1894 года в Чикаго началась забастовка железнодорожников, известная как «Пульмановская стачка». Президент Кливленд принял решение ввести в Иллинойс федеральную армию. На совещании в Белом доме 9 июля Гордон уверил президента, что его меры оправданы и вся страна его подержит, и предложил свои услуги в качестве офицера в случае, если они потребуются. В тот же день он заявил, что симпатизирует рабочему классу, но не признаёт актов беззакония с его стороны. 10 июля Гордон изложил свои взгляды в короткой речи в Сенате: он опасался, что беспорядки в Чикаго породят другие вспышки насилия, и требовал решительных мер по их пресечению. Кровопролития, сказал он, надо избегать, но существование Республики всё равно важнее той крови, что может пролиться. Его речь длилась всего 15 минут, но вызвала одобрение и бурные аплодисменты. Дэн Сиклс говорил, что речь Гордона «лучше целого пехотного полка помогла пресечению беспорядка и революции». Впоследствии Гордон получил много писем с благодарностью за высказанный в речи патриотизм.
Когда кризис 1894 года миновал, Гордон снова потерял интерес к политике. «Он был создан для беспокойных времён», писал его биограф Ральф Экерт. В выступлениях 1894 года он израсходовал весь свой энтузиазм. В июне 1895 года, сообщая, что не намерен переизбираться на второй срок, Гордон сказал, что это решение было им принято ещё годом ранее. В 1896 году он объявил, что не займёт больше никакой политической должности.

## Последние годы жизни
В последние годы жизни Гордон приложил много усилий для апологии Юга и, одновременно, для пропаганды идей американского национализма. Для этих целей он решил читать лекции по истории Гражданской войны. Он назвал свой курс лекций «Последние дни Конфедерации» (англ. Last days of the Confederacy). Он описывал события с точки зрения Юга, но говорил о том, что эта война является поводом для гордости для обеих сторон. Первую лекцию, длительностью 2,5 часа, он прочитал в Нью-Йорке 17 ноября 1893 года, и она была хорошо принята. В последующие 10 лет Гордон прочитал сотни таких лекций, предпринимая для этого долгие путешествия по всей стране. Например, весной 1895 года он путешествовал шесть недель, посетил 10 штатов Среднего Запада и Трансмиссисипского Юга, прочитав 22 лекции. Он никогда не повторял одну лекцию дважды, постоянно редактировал и совершенствовал текст. Конец войны оставался главной темой выступлений Гордона, хотя впоследствии он написал текст ещё одной лекции, «Первые дни Конфедерации».
Гордон полагал, что воспоминания о войне не должны вызывать взаимной ненависти. Он изображал войну как событие, которое испытало на прочность и закалило американский характер. Его лекции достигали результата: некоторые северяне признавались ему после лекций, что их ненависть к Югу теперь навсегда ушла. Одновременно он помогал южному обществу пережить нетипичную для американца травму поражения и многое сделал для создания мифологии Старого Юга и культа Проигранного дела. Биограф Ральф Экерт отмечал иронию в том, что Гордон, активный пропагандист модернизации и индустриализации, в то же время помогал идеализировать порядки прошлого.
Усилиям Гордона по примирению Севера и Юга помогла Американо-испанская война, которая началась в 1898 году. На собрании ветеранов Конфедерации в июле того года он заявил, что эта война окончательно покончит с внутренними разногласиями и наконец-то приведёт к братству и единству американского народа. По его предложению собрание приняло резолюцию с одобрением курса президента Маккинли.

### Воспоминания
С некоторых пор друзья предлагали Гордону заняться написанием мемуаров о войне, но он не находил для этого времени. Его здоровье тоже ухудшалось, и всё же в декабре 1896 года он предложил издательству Charles S. Scribner’s Sons опубликовать книгу, написанную по образцу лекций, которые он читал. Гордон сообщил, что желает, в первую очередь, усилить дух национализма и братства, а во вторую очередь, заработать денег. Соглашение с издательством было достигнуто в 1902 году: по условиям контракта Гордон получал 15 % с продаж первых 10 000 экземпляров и 20 % с последующих изданий. Он получил гонорар в 3000 долларов и договорился написать несколько статей для журнала Scribner’s Magazine за 400 долларов за каждую. Он также получил право приобретать экземпляры своей книги за полцены для последующей продажи.
У Гордона были некоторые соображения по оформлению книги, но он не смог их осуществить из-за финансовых проблем. Его материальное положение ухудшилось в последние годы жизни. В 1899 году его дом сгорел; Гордон спас мебель и получил страховку, но в огне погибло много важных документов. Общество «Объединённые ветераны Конфедерации» решило помочь ему каким-то образом, но Гордон отказался от помощи, хотя сам неоднократно устраивал акции помощи нуждающимся ветеранам войны.
Книга Гордона, названная Reminiscences of the Civil War, вышла в свет в октябре 1903 года, быстро стала популярной и несколько раз переиздавалась уже в первый год. Книгу хвалили за обаятельную простоту изложения, толерантность, честность и откровенность. Многим понравилось, что Гордон не преувеличивает своей роли в событиях, как часто поступают авторы подобных книг. Гордон признавал, что вопрос рабства был непосредственной причиной войны, но, по его мнению, эта причина не была единственной. Корни конфликта он видел в спорах 1787 года по вопросу Конституции, которые постепенно привели к расколу общества и войне. Южане, по его словам, видели в запрете на распространение рабства угрозу своим конституционным правам, и вышли из Союза, спасая эти права. Победа Севера в войне поставила точку в конституционных спорах, и теперь споры о том, кто был прав, а кто нет, уже бессмысленны, потому что обе стороны сражались за свободу, в своём её понимании.

### Смерть

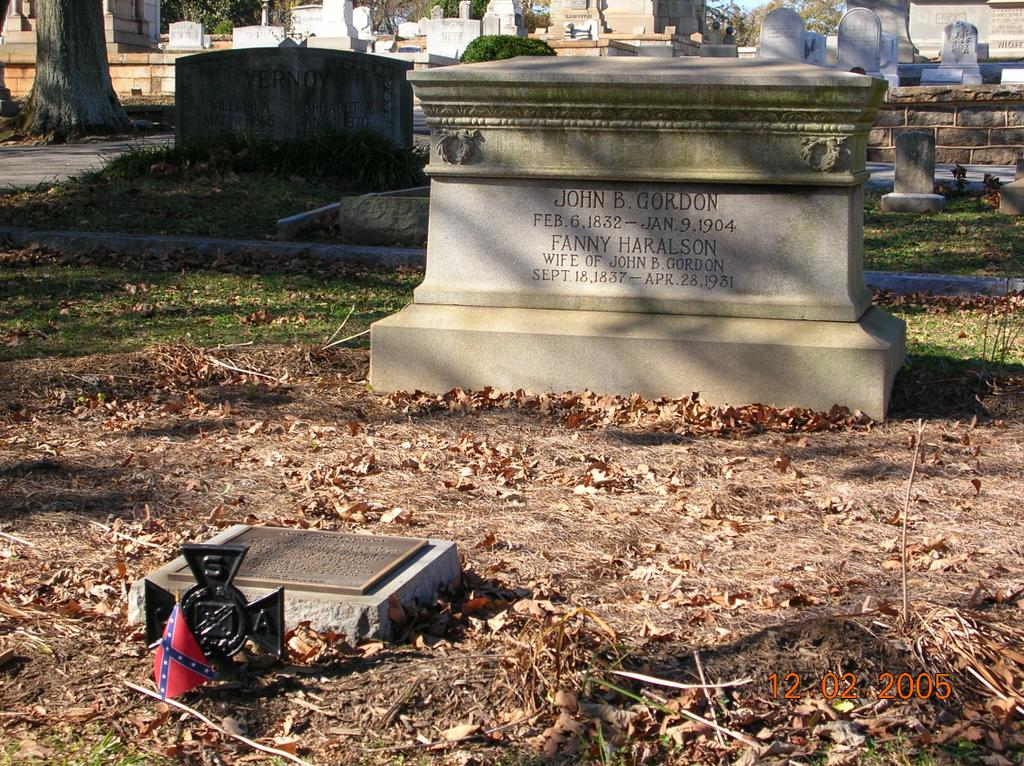
Надгробие Гордона на кладбище Окленд

Незадолго до Рождества 1903 года Гордон отправился во Флориду к заливу Бискейн-Бей, чтобы отдохнуть от холода Джорджии. Он только что закончил лекционный тур по Новой Англии и был сильно утомлён, но после двух недель на побережье Флориды снова почувствовал себя лучше. 5 января он отправился с внуком на прогулку по окрестностям, а наутро почувствовал себя простуженным. Родственники вызвали врача из Майами, но ещё до его приезда температура у Гордона поднялась до 40,5 °C (105 °F). Ввиду преклонного возраста пациента врач сразу усомнился в его шансах на выздоровление. 7 и 8 января состояние Гордона постепенно ухудшалось, сердце билось слабо и неровно. 9 января он был в пограничном состоянии между сознанием и бессознательностью, явно понимал, что происходит вокруг, но был слишком слаб, чтобы говорить. Вечером у него отказали почки и началась уремия. В 22:05 Гордон скончался.
Жители Майами просили дать им возможность проститься с Гордоном, поэтому его тело положили в пресвитерианской церкви в Майами, пока 11 января не подошёл специальный вагон, предоставленный железнодорожным магнатом Генри Фледжером. Утром 12 января вагон отправился в Атланту и утром 13 января прибыл на железнодорожный вокзал города, где его встретила огромная толпа народа. Гроб установили в ротонде Капитолия Джорджии, и в последующие дни множество ветеранов войны съехались в Атланту, чтобы проститься с генералом. Гордон умер через неделю после смерти Джеймса Лонгстрита, и это заставляло многих ветеранов войны задуматься о собственной скорой смерти. 14 января в Джорджии был объявлен официальный траур. Около полудня гроб доставили в Центральную пресвитерианскую церковь для совершения богослужения, а после 13:00 похоронная процессия проследовала по улицам Атланты до кладбища Окленд.

## Наследие

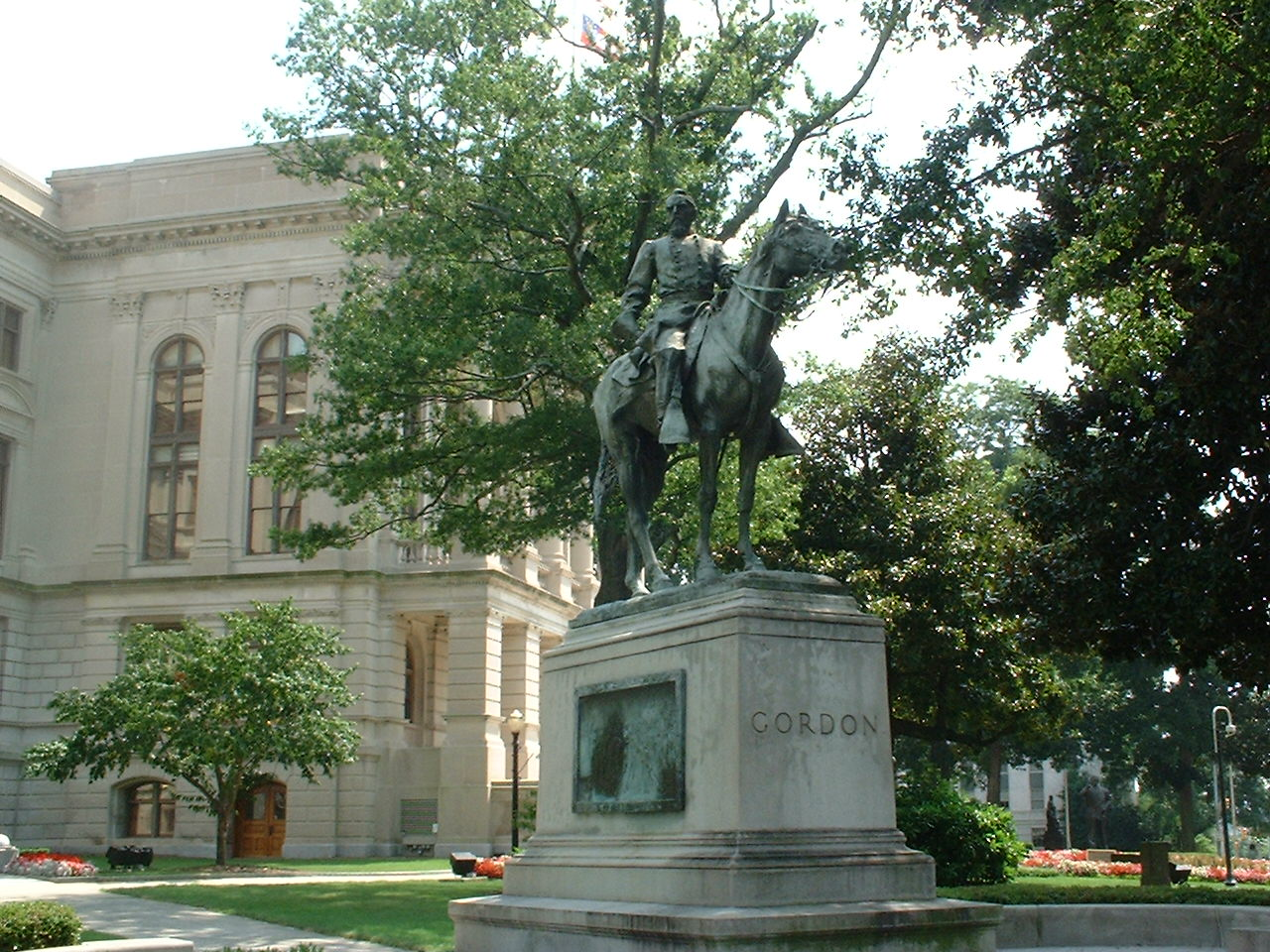
Конная статуя Гордона перед капитолием Джорджии

В 1904 году, через несколько дней после смерти Гордона, возник замысел поставить ему памятник и была организована Ассоциация, которая приступила к сбору денег. В 1906 году штат Джорджия добавил к собранной сумме 15 000 долларов. Работа была поручена скульптору Солону Борглуму, который изобразил генерала верхом на коне Мэри, захваченном им во время боёв под Фредериксбергом. Статуя была открыта 25 мая 1907 года в присутствии губернатора Террелла и родственников Гордона. На открытии выступил сам губернатор и генерал Клемент Эванс. Шёлковую ткань с памятника сняли лично дочери Гордона, Кэролайн Браун и Фрэнсис Смит.
Скульптор Джон Борглум (брат Солона) предполагал включить изображение Гордона в состав композиции на горе Стоун-Маунтин. В связи с планами создания скульптуры Маргарет Митчелл написала серию статей о персонажах предполагаемой композиции, первой из которых стала статья о Гордоне. Митчелл писала, что он был «храбрым генералом и отличным военным, который к четырём годам службы на войне прибавил тридцать лет самоотверженной службы на благо своего штата».
В 1917 году в Джорджии был построен форт Гордон, но вскоре он был закрыт. В 1941 году в округе Ричмонд был построен новый форт Гордон, который существует и поныне.
Расистский теракт в Чарлстоне в 2015 году спровоцировал пересмотр оценок итогов Гражданской войны в США. Активисты движения за гражданское равенство белых и чернокожих выступили с обвинениями в адрес военных и политических деятелей Юга в преступлениях против человечества. Это способствовало пересмотру истории и мемориальных практик в США. В частности тогда был поднят вопрос о сносе памятника Гордону, которого считают одним из лидеров Ку-клукс-клана и открытым сторонником расизма, а также обвиняют в коррупции. В 2020 году в Миннеаполисе произошло резонансное убийство афроамериканца Джорджа Флойда полицейским. Это снова вызвало массовые волнения и новую волну за демонтаж памятников Гордону, причём на стороне протестующих выступили даже потомки генерала. Летом 2020 года в Сенате США обсуждалось предложение переименовать форт в рамках программы по переименованию объектов, названных в честь лиц, служивших Конфедерации.